# Громадянська війна в Росії
Громадя́нська війна́ на постімпе́рському просто́рі Росі́йської Імпе́рії (25 жовтня (7 листопада) 1917 — 12 (25) жовтня 1923)  — війна на теренах колишньої Російської імперії, що розпочалась із падінням Тимчасового Уряду та захопленням більшовиками Петрограда.
Війна стала результатом революційної кризи та національно-визвольних рухів, що розгорнулась у Російській Імперії на початку XX століття, почалася з революції 1905—1907 років, посилилася в ході Першої світової війни та призвела до падіння монархії Російської Імперії та глибокого соціального, національного, політичного та ідейного розколу суспільства. Апогеєм цього розколу стала війна в масштабах усієї пост-імперської території між збройними силами Червоної армії, Білого руху, національних рухів за незалежність окремих держав за участю Центральних держав і Антанти.
Війна закінчилася окупацією більшовиками більшої частини території колишньої Російської імперії, визнанням більшовиками незалежності Фінляндії, Польщі, Естонії, Латвії, Литви, створенням на окупованій більшовиками території Російської, Української, Білоруської та Закавказької радянських республік, представники яких 30 грудня 1922 року підписали договір про утворення СРСР. Близько 10,7 млн осіб загинуло; більше 2 млн осіб були змушені покинули територію, окуповану більшовиками.
Сторонами протистояння були:
- Більшовики (Червона армія), що виступали за найрадикальніше соціалістичне перетворення суспільства
- Білий рух, у якому домінували російські імперські консервативні сили та який користувався підтримкою держав Антанти
- Центральні держави
- Країни Антанти
- самостійні національно-визвольні рухи різних народів пост-імперської території, у ситуативних союзах з Центральними державами, Антантою, білими, червоними.
- ряд різноманітних політичних сил та стихійних повстань, анархістів

Одночасно з Громадянською війною на пост-імперському просторі Росії розгорталася низка війн за утримання в своїй сфері впливу новоутворених держав, які прагнули до незалежності, зокрема радянсько-українська війна, тривали окремі дії на Східному та Кавказькому театрах воєнних дій Першої світової війни.
За офіційною радянською версією, «громадянська війна завершилася перемогою більшовиків» та створенням Радянського Союзу в 1922 році. Але як соціальний конфлікт загально-національного та міжнаціонального масштабу, в якому політична партія, що захопила владу, придушувала інші соціальні класи й верстви населення та національно-визвольні рухи масовим терором та зброєю, конфлікт продовжувався у різних прихованих формах, за різним оцінками, до другої половини XX-го ст. та став однією із важливих причин розпаду СРСР.

## Історія

### Передісторія війни
|                        | Невже російська вільна держава є державою бунтівних рабів? |
| — Олександр Керенський |                                                            |

Лютий 1917. Лютнева революція. Стихійні страйки та демонстрації, викликані економічними негараздами через участь Росії у Першій світовій війні переростають у революцію. Залучення частин Петроградського (Петербурзького) гарнізону до розгону демонстрацій деморалізує солдатів, які зрештою відмовляються розстрілювати демонстрації. Загони робітників і солдат під лівими та антимонархічними гаслами розбивають жандармерію. Формуються ліві робітничі та солдатські ради. За ініціативи ліберальних та помірно консервативних політиків імператор та його наступник відрікаються від престолу.
Березень 1917. Тимчасовий уряд Росії. Склад уряду формується на перемовинах між представниками обраної за імперіалізму Державної думи та соціалістичної новосформованої Петроградської ради робітничих і солдатських депутатів. До уряду входить тільки один соціаліст, домінують ліберали — Партія конституційних демократів. Склад Тимчасового уряду змінюється у квітні, липні та вересні у бік домінування лівих сил (Партії соціалістів-революціонерів). У Києві починає діяти Українська Центральна Рада, в результаті перемовин якої з Тимчасовим урядом у червні останній визнає автономію частини України. Це стає причиною виходу трьох міністрів-кадетів з уряду та однією з причин липневої кризи.
Лютий — Жовтень 1917 Демократизація армії. Як альтернативна влада у армії та на флоті створювалися солдатські комітети та ради, була прийнята Декларація прав солдата. У комбінації з більшовицькою антивоєнною та антиофіцерською пропагандою ці міри влітку 1917 року призвели до відмов виконання наказів на фронті, масового дезертирства, вигнання офіцерів солдатами та матросами, подекуди — вбивств та ув'язнень. Як засіб для підвищення дієздатності армії з вмотивованих добровольців створюються ударні частини («ударники», «батальйони смерті», у тому числі жіночі батальйони), бійці яких пізніше стануть однією з основ формування антибільшовицького білого руху.
Липень 1917. Липневі дні. Ліві радикали (більшовики та анархісти) роблять спробу захопити владу за допомогою масової демонстрації у Петрограді, спровокованої економічними негараздами та поразкою на фронті. Переворот провалюється зокрема через неорганізованість натовпу. Після його поразки більшовики шельмуються як німецькі агенти, їхні лідери включно з Леніним — переховуються. Головою Тимчасового уряду стає есер Олександр Керенський. Одночасно Україна та Фінляндія роблять спроби добути незалежність. В Україні виступ полуботківців: українізований полк успішно бере під контроль Київ, однак виступ зазнає поразки через недостатню політичну підтримку. У Фінляднії сейм проголошує незалежність, однак його розганяють.
Серпень 1917. Корніловський заколот. Після липневих днів Тимчасовим урядом організовується Державна нарада в Москві, на якій лунають заклики до централізації влади заради боротьби з наростаючою анархією. За змовою, очолюваною головою Тимчасового уряду Керенським та головнокомандувачем Корніловим, наприкінці серпня вірні війська мають взяти під контроль Петроград, має бути встановлена диктатура. Проте через взаємну недовіру між правими військовими та соціалістом Керенським останній виходить із заговору коли війська вже рухаються на столицю, і закликає до захисту від спроби контрреволюційного перевороту. Без політичної підтримки військові частини, залучені до перевороту, виявляються безсилими. Військових заколотників ув'язнено, до політичного життя повертаються більшовики, знову легалізується Червона гвардія (більшовицькі воєнизовані загони робітників).
Вересень — жовтень 1917. Більшовизація рад. Поглиблення кризи та розпад армії призводить до зростання впливу більшовиків (частина партії соціал-демократів), які обіцяють припинення війни, «мир без анексій та контрибуцій», роздачу усієї землі селянам, розділ усього прибутку заводів між робітниками, а у негараздах винуватять Тимчасовий уряд. В результаті зростання популярності та махінацій із виборами до рад їм вдається отримати контроль над робітничим і солдатськими радами найбільших міст Центральної Росії. У Петрограді після Загальноросійської демократичної наради утворюється переважно ліва Тимчасова рада Російської республіки (Передпарламент). У Києві за ініціативи Грушевського відбувається З'їзд народів Росії, який виступає за федералізацію Росії.
Жовтень 1917. Жовтневий переворот. На фоні поглиблення економічної кризи та поразок на фронтах Тимчасовий уряд та партія есерів втрачають авторитет. Тимчасовий уряд не може спертися на ударні та козацькі частини, які знаходяться у правій опозиції до нього. У Петрограді 24-26 жовтня відбувається переворот, під час якого загони Воєнно-революційного комітету Петроради займають ключові точки міста та будинок уряду. Владу беруть більшовизовані ради за підтримки лівих есерів, які утворюють Однорідний соціалістичний уряд.

### Зима 1917—1918: опозиція перевороту
|                                                                 | Каледін на Дону, Дутов на Уралі підняли прапор повстання. <...> Буржуазна Центральна рада Української республіки, що веде боротьбу проти українських Рад, допомагає Каледіним стягувати війська на Дон, заважає Радянській владі спрямувати необхідні військові сили по землі братерського українського народу для придушення каледінського заколоту |
| — Обращение «Ко всему населению», 25 ноября (8 декабря) 1917 г. | |

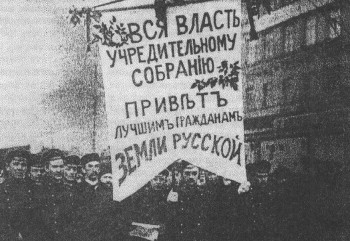
Розстріляна демонстрація на підтримку Установчих зборів, січень 1918 року

Одразу після Жовтневого перевороту у Петрограді більшовизовані ради спробували встановити свою владу по всій території Російської Республіки. У Москві та Іркутську більшовики у союзі з лівими есерами перемогли після кількох днів вуличних боїв. На стороні жовтневої революції билися загони більшовизованих солдат та робітників, їм протистояли в основному офіцери, курсанти офіцерських училищ (юнкери), козаки, ударники та партійні активи інших політичних сил. Спроба голови Тимчасового уряду Керенського разом із козаками, юнкерами та колишніми корніловцями з Північно-Західного фронту повернути контроль над Петроградом також закінчилася поразкою. У жовтні-грудні 1917 року більшовики змогли захопити владу у більшості міст Російської республіки.

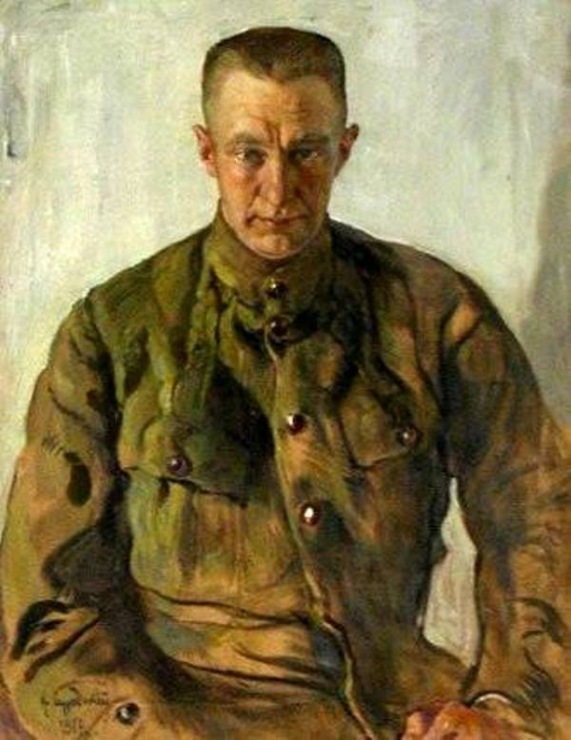
Олександр Керенський

У той же час спроби перевороту у Києві та Одесі закінчилися невдало; в Україні, окрім Донбасу, закріпилася влада Української Народної Республіки. Після ультиматуму з вимогою не заважати формуванню більшовицьких збройних сил в Україні, у грудні 1917 року Радянська Росія починає війну проти УНР. На півдні Росії починаються локальні зіткнення між більшовицькими загонами та козаками. Осередки спротиву більшовикам залишаються у козацьких регіонах — на Дону, Кубані, Уралі, Оренбурзі. Центром збору російських консервативних сил стає Область Війська Донського, куди починають з'їзджатися офіцери імператорської армії та бійці ударних частин, що створювалися з вмотивованих добровольців. У той же час у містах Росії починають формуватися підпільні організації офіцерів та активу опозиційних політичних партій.
На фоні браку легітимної влади небільшовицькі уряди утворюються у Казахстані, Туркестані, Ідель-Уралі, Башкортостані, Чувашії, Закавказзі, Криму, Білорусі, Сибіру, Балтії та на Північному Кавказі. Вони ведуть перемовини з самопроголошеною російською владою та мають різний ступінь контролю над ситуацією — від практично повного контролю над територією, як у Закавказзі, і до напівпідпільної діяльності при владі більшовиків, як у випадку з першим Тимчасовим Сибірським урядом. У січні-лютому більшовиками були розбиті Кримська Народна Республіка та Туркестанська автономія, надалі — придушена діяльність низки інших національних урядів.

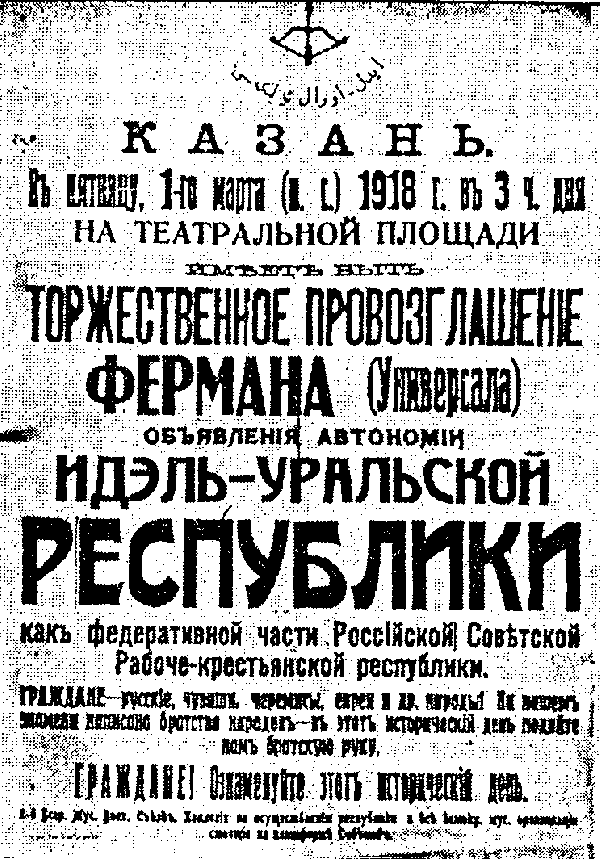
Проголошення штату Ідель-Урал, зірване більшовиками

Незважаючи на прихід до влади у жовтні, у листопаді більшовики не стали заважати проведенню виборів до Установчих зборів, ідея яких була доволі популярною. На цих виборах за більшовиків було віддано тільки 22 % голосів, більшість отримали есери. Після того, як Установчі збори на першому засіданні не стали легітимізувати радянську владу, вони були розігнані більшовиками, а демонстрація на їхню підтримку розстріляна.
У той же час з листопада тривало укладене більшовиками перемир'я на Східному фронті Першої світової війни, але мирні перемовини між ними та Центральними державами зайшли у глухий кут у питанні нових кордонів. У лютому Німеччина складає мир із УНР та починає наступ проти більшовиків. Зруйнована спочатку демократизацією, а потім і радянізацією армія Росії практично не чинить спротиву німцям, які за два тижні долають відстань від Риги до Петербургу. У цих умовах радянська влада приймає умови німців про втрату Росією України, Білорусі і Балтії, і у березні-квітні 1918 року війська Німеччини, Австро-Угорщини та УНР витісняють більшовицькі сили з усієї території України. З цього моменту і до кінця 1918 року Україна не бере безпосередньої участі у війнах, що точаться на території колишньої Російської імперії. У той же час у іншій новоутвореній країні — Фінляндії — з січня починається власна громадянська війна між соціалістами та рештою політичних сил, яка закінчується у травні перемогою останніх.

### Весна 1918: походи козаків та добровольців
|                    | Війна гігантів скінчилася, почалася війна пігмеїв |
| — Вінстон Черчилль |                                                   |

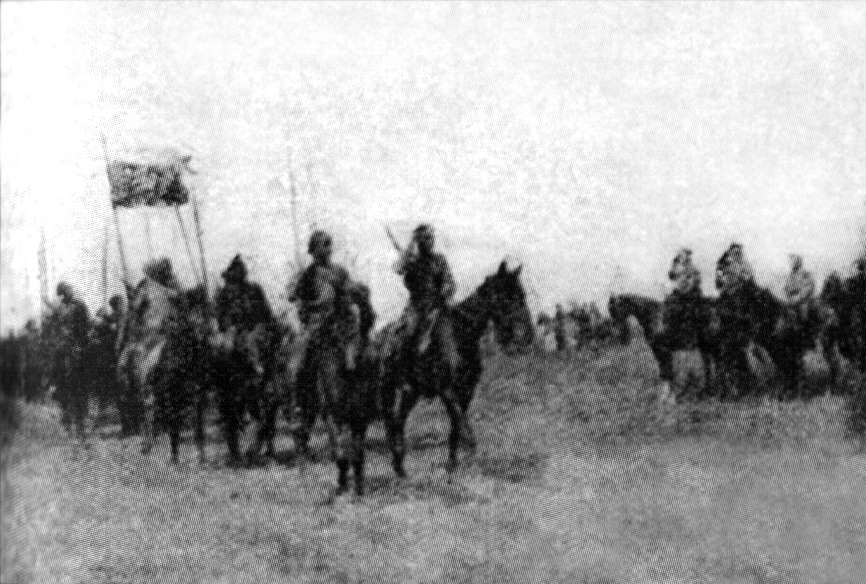
Перша зустріч дроздовців та добровольців

Після лютневого наступу німців кількамільйонна армія Російської імперії та республіки остаточно розпалася, і була офіційно ліквідована більшовицьким урядом за умовами Берестейського договору.
Основою майбутніх антибільшовицьких сил на Півдні стають такі організації:
- Алексєєвська організація, що була створена консервативними офіцерськими колами незадовго до Жовтневого перевороту. Після нього Михайло Алексєєв дає команду активу організації зібратися на Дону, де з нього починає формуватися Добровольча армія. Суттєву роль у формуванні Добровольчої армії зіграли колишні учасники Корніловського виступу, зокрема Денікін та сам Корнілов, які після Жовтневого перевороту були випущені офіцерами з ув'язнення та інкогніто дісталися Дону. У лютому 1918 року після наступу більшовиків на Дон тритисячна армія виходить з Ростову у Льодовий похід на з'єднання з силами КубНР.
- Дроздовці (Дрозди). Організація, сформована Михайлом Дроздовським на Румунському фронті на фоні розправ більшовиків над офіцерами та розвалу армії. У березні-травні 1918 року тисяча дродзовців здійснила перехід з Румунії на Дон південною Україною одночасно з наступом німців, австрійців та українців проти більшовиків.
- Одна тисяча донських козаків, які у лютому 1918 року вирушили з донської столиці Новочеркаську у Степовий похід, рятуючись від переслідування переважаючими силами більшовиків.
- Загони Кубанської Народної Республіки чисельністю близько трьох тисяч, які у березні 1918 року також були змушені залишити свою столицю Катеринодар.

Більшовики мали у своєму розпорядженні набагато чисельнішу Червону армію, що формувалися починаючи з січня 1918 року з числа робочих та солдат на основі Червоної гвардії. Однак у той час відчувався брак командного складу, а у війську панувала анархія.

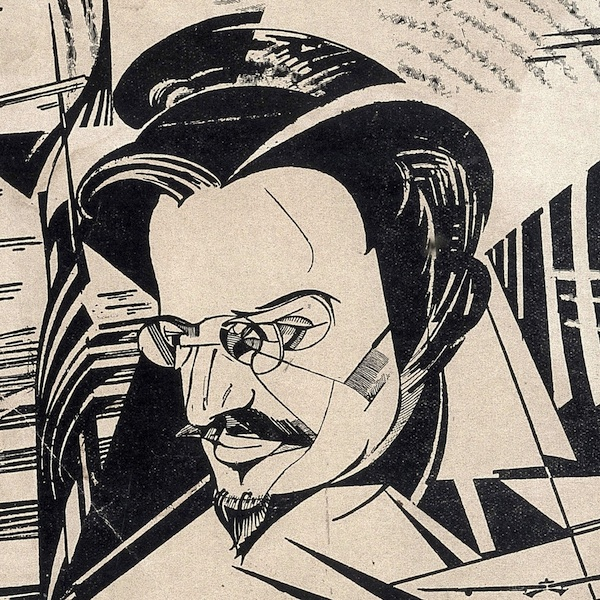
Лев Троцький займав позицію наркомвіськмора та був військовим лідером більшовиків

У козацьких антибільшовицьких осередках на території колишньої імперії більшість козаків займала позицію нейтралітету, розраховуючи на те, що більшовицькі перетворення не торкнуться їхнього життя. 29 січня (11 лютого) донський отаман Олексій Каледін на засіданні уряду заявив, що для захисту Дону від більшовиків, що наступали, знайшлося тільки 147 добровольців, і вчинив самогубство у той самий день. У січні також були вимушені вийти в похід сили оренбурзьких козаків, були розбиті сили астраханських козаків та калмиків.
У лютому 1918 року, розуміючи, що міста втримати неможливо, у степи виходять тритисячна Добровольча армія з Ростова та тисяча донських козаків з Новочеркаська. Незважаючи на багаторазову чисельну перевагу червоних сил, їм вдається ефективно протистояти більшовикам. У березні Добровольча армія об'єднується з військом Кубанської Народної Республіки. Через червоний терор та грабунки козаки починають схилятися на бік антибільшовицьких сил, починаються повстання у станицях. У травні 1918 року тисяча дроздовців, що закінчила свій похід з Румунії, вибиває більшовиків з Ростову, звільняється Новочеркаськ, і сили дроздовців, донців та добровольців з кубанцями зустрічаються на західному Дону і переходять у наступ.
У травні також відбувається невдале повстання амурських козаків, з квітня до червня бойові дії веде отаман Семенов у Забайкаллі. У Москві більшовики атакують та розбивають Чорну гвардію своїх колишніх союзників анархістів.

### Літо 1918: антибільшовицькі уряди Сибіру та Поволжя
|                                                                                                 | ...жодна інша влада окрім Тимчасового Сибірського Уряду не може діяти на території Сибіру або зобов’язуватися від його імені. |
| — Декларація Тимчасового Сибірського Уряду про державну самостійність Сибіру, 4 липня 1918 року | |

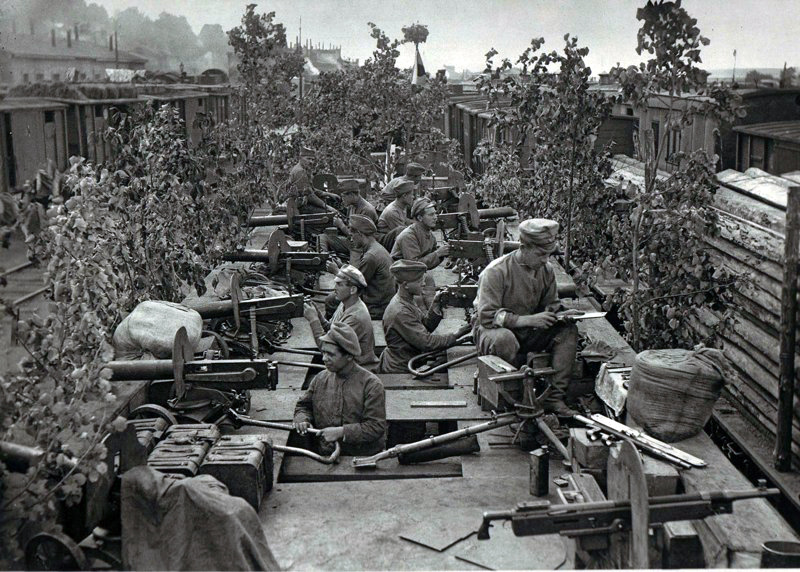
«Чехословаки» на замаскованому бронепоїзді в Уфі

Наприкінці травня 1918 року розпочинається повстання Чехословацького корпусу. Цей підрозділ був сформований Російською імперією з полонених солдат австро-угорської армії під гаслами незалежності Чехословаччини, а після виходу Росії з війни — перебував в процесі евакуації до Франції, де мав би продовжити участь у Першій Світовій війні. 40-тисячний корпус був розтягнений вздовж усієї Трансибірської магістралі та на фоні малоефективної Червоної армії та малочисельних антибільшовицьких формувань на той час був найсильнішою військовою силою на території Росії. Через зволікання з відправкою з Росії та спробу повного роззброєння більшовиками Чехословацький корпус підіймає повстання, яке було підтримане антибільшовицькою опозицією.

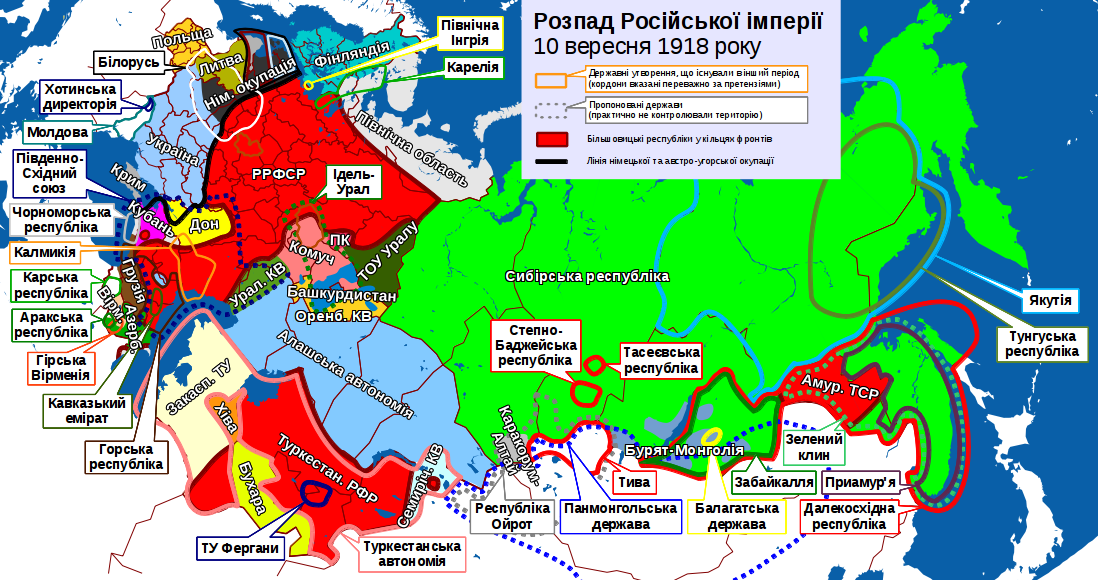
Розпад Російської імперії у вересні 1918 року

Протягом червня 1918 року звільняється більша частина Поволжя, Уралу та Сибіру, однак окремі віддалені осередки спротиву продовжують існувати до вересня. На цій території виникає декілька урядів — обласницьких (Сибірська республіка), козацьких, повстанських. Національні уряди, що збереглися на той час (Башкурдистан, Держава Бурят-Монголія, Алаш-орда), підтримують зміну влади. На всеросійську владу претендує Комітет членів Установчих зборів (Комуч), який збирається в Самарі, а Сибірська дума 4 липня 1918 року декларує незалежність від Росії з зауваженням про те, що у майбутньому є бажаною рівноправна федерація Сибіру з Росією. Формуються Народна армія Комучу та Сибірська армія, які протягом літа розвивають наступ у Поволжі та на Північному Уралі відповідно, займають Симбірськ (Ульяновськ) та Казань. Козацькі сили на Уралі та в Сибіру, які продовжували спротив з осені 1917 року, завдяки чехословацькому повстанню отримують можливість розгорнути наступ та повернути контроль над своїми столицями.

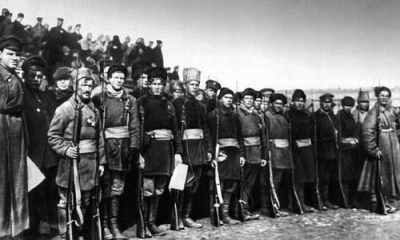
Іжевські робітники — протибільшовицькі повстанці

У липні спалахує кілька антибільшовицьких повстань: організовані підпіллям повстання у Ярославлі, Рибінську, Муромі та повстання лівих есерів в Москві, які до того перебували у коаліції з більшовиками. Ці повстання не мають успіху, проте завдяки липневому повстанню залізничників та туркменів в Ашгабаді формується Закаспійський тимчасовий уряд, а серпневе повстання робітників в Іжевську розширює територію, контрольовану небільшовицькими режимами в Поволжі.
Тим не менше, з кінця серпня 1918 року Червона армія переходить у наступ на Східному фронті, тобто в Поволжі. На Кавказі продовжується наступ антибільшовицьких сил, до кінця літа звільняється весь Дон та більша частина Кубані, підіймається повстання терських козаків. У Середній Азії Туркестанська радянська республіка з центром у Ташкенті веде оборону на кілька фронтів.

### Політичні процеси у антибільшовицькому русі

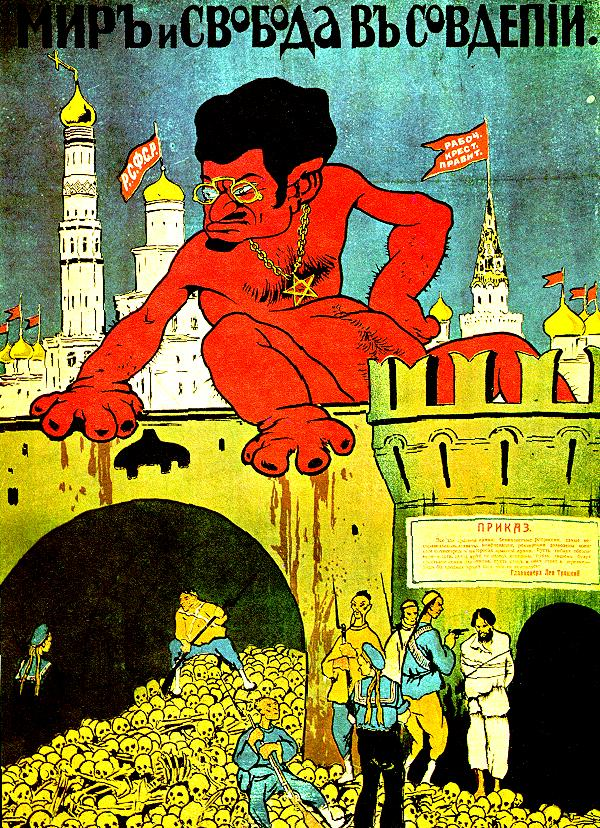
Поєднання антибільшовизма з антисемітизмом на білогвардійському плакаті

Пронімецьку фракцію у антибільшовицькому русі уособлював отаман Донських козаків Петро Краснов. Німецькі війська були присутні на Західному Дону та на Тамані. За підтримки Німеччини та Української Держави формувалися Південна та Астраханська армії. Пронімецька фракція припинила існування після поразки німців наприкінці 1918 року. Добровольці на чолі з Денікіним натомість орієнтувалися на підтримку Антанти. Існував також конфлікт між автономістськими та самостійницькими тенденціями кубанців і донців та рухом за єдину та неподільну Росію добровольців.
Аналогічна суперечка виникла пізніше на Сході між сибіряками, башкирами, казахами та почасти козаками з одного боку та білим офіцерством з іншого. Окрім того, якщо на Півдні — у козацькому та добровольчому середовищі — ніколи не грали суттєвої ролі ліві ідеї, на Сході помірковані ліві стали помітною силою. Комітет членів Установчих зборів (Комуч), влада якого влітку 1918 року поширювалася на Поволжі, мав помірковану соціалістичну ідеологію. Сибірський уряд того часу, на відміну від значно лівішого (переважно есерського) першого Сибірського уряду зими 1917—1918 років, займав центристську позицію.

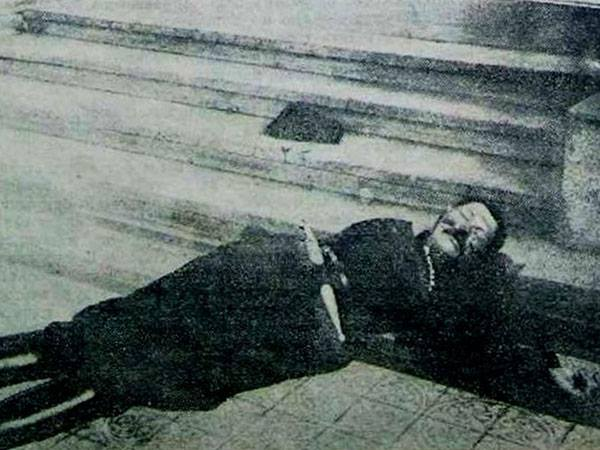
Голова Кубанської ради Микола Рябовіл, вбитий білогвардійським агентом під час федералістської конференції у 1919 році

На зміну ним після колчаківського перевороту прийшли консервативні кола, вплив яких ставав все сильніше як на Півдні, так і на Сході по мірі концентрації влади в руках офіцерів імператорської армії. Цей консервативний напрямок, гаслами якого стали єдність та неподільність Росії, справедливість і законність, великоросійський патріотизм, концентрація влади в одних руках принаймні на час війни, отримав назву Білого руху.
Лідери руху відмовлялися визнавати незалежність Польщі та Фінляндії, не кажучи вже про Україну, і виступали проти федеративного устрою Росії. У той же час серед учасників руху існували розбіжності щодо того, чи має майбутня Росія бути республікою або монархією. Домінувала концепція, що питання державного устрою має бути відкладене на майбутнє, яка отримала назву «непередрішення» (рос. непредрешение).
По мірі просування до консерватизму поверталися і чорносотенні тенденції, практично виключені з політичного життя після Лютневої революції 1917 року. Перебування денікінських військ в Україні у другій половині 1919 року позначилося низкою єврейських погромів.

### Інтервенція країн Антанти

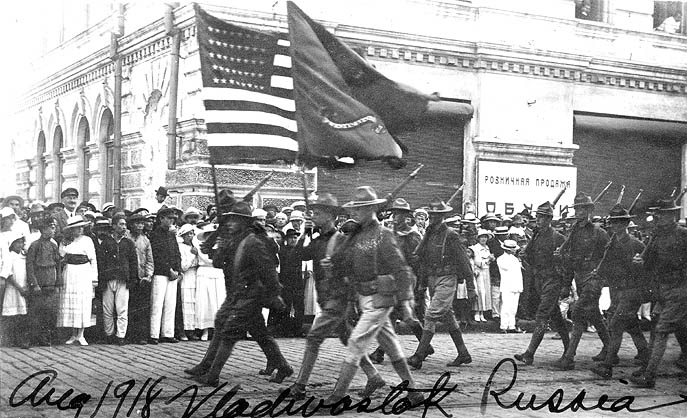
Американський експедиційний корпус «Сибір» у Владивостоці

Після розпаду армії Російської Республіки та приходу до влади більшовиків, які виступали за вихід з Першої світової війни, вже колишні союзники Росії почали розробляти плани продовження обмежених дій проти Центральних держав на її території. З метою не допустити наступу Німеччини та її тодішньої потенційної союзниці Фінляндії британці, не зустрічаючи опору, у березні 1918 року висаджуються в Архангельську. Наступного місяця, після нападу на японських громадян, японці висаджуються у Владивостоці, де до них приєднуються американці та британці. Влітку інтервенти були присутні на Далекому Сході, у Північній області (Архангельськ і Мурманськ), районі Каспійського моря, куди вони прибули через Іран та де вони ведуть дії проти османської присутності у Закавказзі.

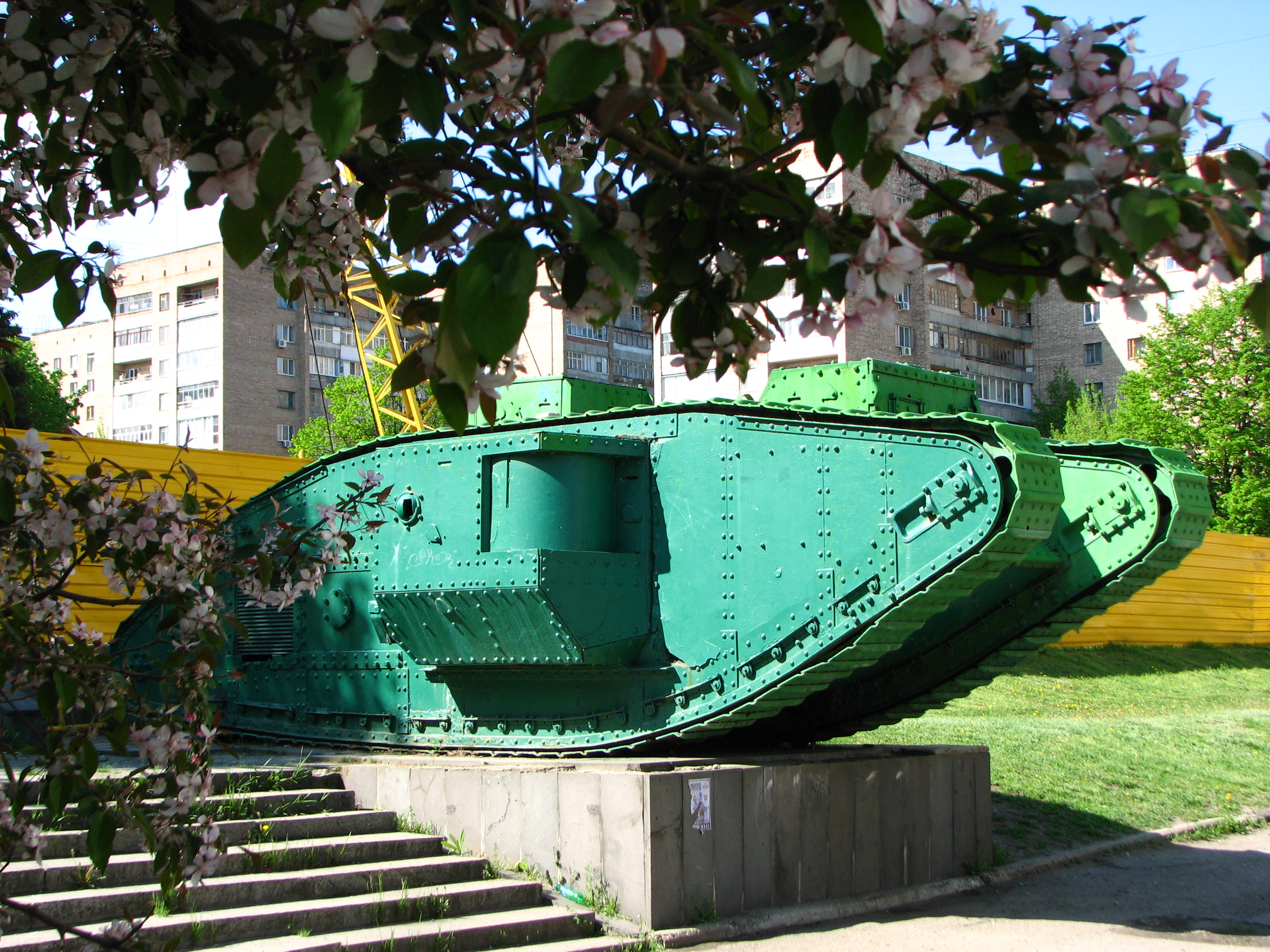
Британські танки Mark V (Луганськ), відбиті більшовиками в армії Врангеля

Після поразки Центральних держав у Першій світовій війні, країни Антанти також займають порти Чорного моря. Французи взимку та навесні 1919 року контролювали Одесу, Миколаїв, Херсон, проте залишили цей регіон, щойно виникла небезпека безпосереднього протистояння з більшовицькими силами. Британці, у зону відповідальності яких входив Кавказ включно з Доном та Кубанню, затрималися до скінчення спротиву білих армій.
Участь інтервентів у бойових діях із більшовиками була мінімальною, чого не можна сказати про обсяг їхніх військових постачань білому руху. Американці на Далекому Сході взагалі оголосили про свій нейтралітет у боротьбі між білими та червоними силами. Присутність інтервентів також забезпечувала безпеку портів та залізниць, а відтак і військових постачань та торгівлі. Окрім того, інтервенти брали участь в організації морської евакуації антибільшовицьких сил з територій, які ті втрачали.
У 1919 році у державах Антанти почала домінувати думка, що подальша підтримка білих не має сенсу, натомість має сенс створення «санітарного кордону» з нових держав на кордонах більшовицької Росії та налагодження торговельних зв'язків з нею. Інтервенція скінчилася з евакуацією останніх антибільшовицьких військових формувань, проте японська окупація Північного Сахаліна продовжувалася до 1925 року.

### Осінь 1918: Російська Держава проти РСФРР
|                                                                   | ...Головною своєю ціллю ставлю створення боєздатної армії, перемогу над більшовизмом та встановлення законності і правопорядку... |
| — Звернення адмірала Колчака до населення, 20 листопада 1918 року | |

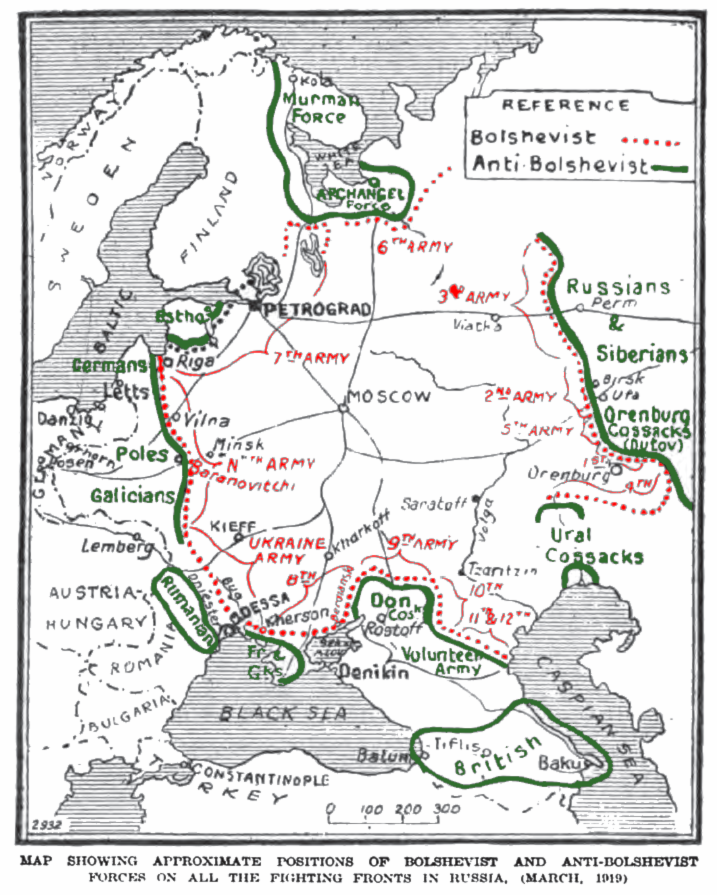
Приблизна ситуація на фронтах у травні 1919 року

Більшовикам вдалося подолати кризу середини 1918 року. Починаючи з весни до управління армією були залучені «воєнспеци» — змушені до співпраці офіцери імператорської армії, ліквідована вибірність посад; влітку стали масово застосовуватися розстріли за дезертирство і невиконання наказів. Протягом літа також було проведено кілька мобілізацій, чисельність армії була доведена до 450 тисяч станом на 15 вересня 1918 року.
Добровольча армія виросла до 40 тисяч у вересні 1918 року, такою ж була чисельність Донської армії. Сибірська армія налічувала 60 тисяч, Народна армія Комучу також складалася з кількадесяти тисяч військових, чисельність армій уральських та оренбурзьких козаків сумарно доходила до 30 тисяч.
У Поволжі більшовикам вдалося створити чисельну перевагу та перейти у наступ, витіснивши Народну армію у передгір'я Уралу протягом осені 1918 року. Були втрачені Казань, Симбірськ, Самара, Оренбург, Уральськ, Уфа.

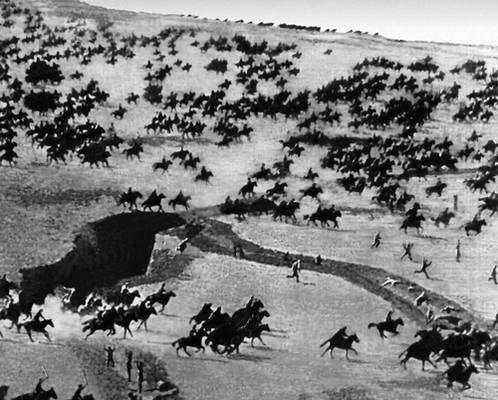
Червона кіннота атакує

Добровольча армія протягом усієї другої половини 1918 року розвивала наступ на Північному Кавказі з Заходу на Схід, і закінчила дії тільки у лютому 1919 року, повністю знищивши Червону армію Північного Кавказу. Непідконтрольними залишалися тільки гірські райони, де ЗСПР провели кампанію проти чеченців навесні 1919 року. Донська армія влітку та восени 1918 року невдало намагалася отримати контроль над Царициним на Волзі (пізніше названий Сталінградом), щоби відрізати кавказьку групу Червоної армії та об'єднатися із уральськими та оренбурзькими козаками.
Протягом вересня 1918 року в Уфі тривала Державна нарада, на якій були представлені обласні, національні та козацькі уряди. Її результатом стало створення Тимчасового Всеросійського уряду (Уфімської директорії) та проголошення Російської держави 23 вересня 1918 року.
4 листопада на основі Сибірського уряду був сформований виконавчий орган Директорії — Всеросійська Рада міністрів. Військовим міністром став популярний серед офіцерів колишній командувач Чорноморського флоту Олександр Колчак, що останній рік провів у союзників та в Маньчжурії і менш як місяць до свого призначення прибув до Омська. На фоні військових поразок вже 18 листопада офіцери та праві політики проводять переворот, в ході якого Колчак оголошується Верховним Правителем Росії; члени Установчих зборів були ув'язнені.

### 1919 рік: вирішальні події

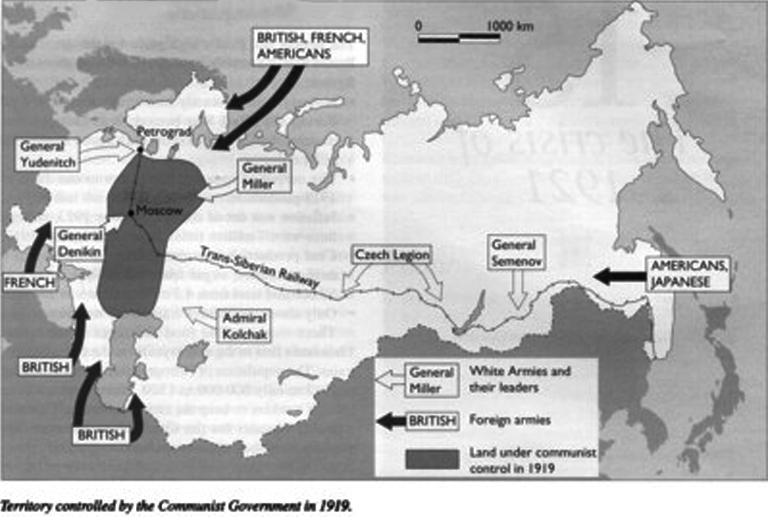
Основні сили Білої армії та інтервентів

|                                                              | ...усі сили Радянської республіки мають бути напружені, щоби відбити нашестя Денікина та перемогти його, не зупиняючи переможного наступу Червоної армії на Урал і на Сибір. |
| — В. І. Ленін. "Усі на боротьбу з Денікіном!", 9 червня 1919 | |

#### Південний фронт

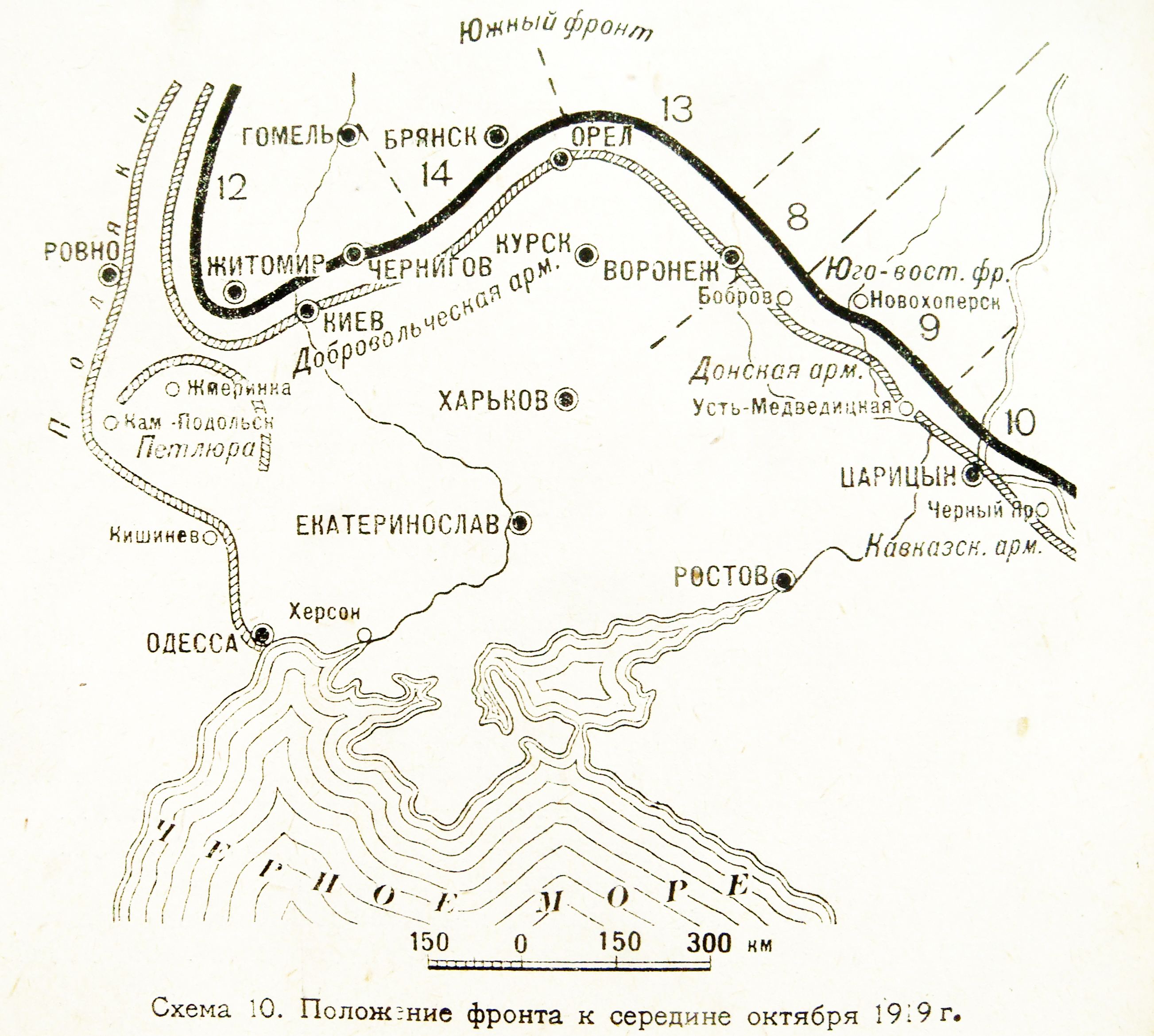
Жовтень 1919. Наступ ЗСПР на Москву та Трикутник смерті українського війська

Після поразки Центральних держав у Першій Світовій війні наприкінці 1918 року німецькі війська почали відступ з зайнятої ними території. В Україні вибухнуло лівонаціоналістичне антигетьманське повстання, також отримав можливість зміцніти махновський рух. Частини гетьманської армії почасти розпалися, почасти приєдналися до військ Директорії УНР та Збройних сил Півдня Росії.
Більшовицькі сили почали наступ на територію України; завдяки цьому їм вдалося з заходу зайти в тил Донській армії, зруйнувати її оборону та зайняти більшу частину Дону. Також вони успішно просуваються в Україні, витіснивши відновлену після періоду Гетьманату Армію УНР на Правобережжя та зайнявши Південь та частину Сходу країни. Частина збройних формувань антигетьманського повстання приєдналися до Червоної армії, проте у травні-червні 1919 року вони разом з селянськими загонами підняли спровоковане більшовицькою політикою Григор'ївське повстання, що охопило Причорномор'я та Правобережжя.

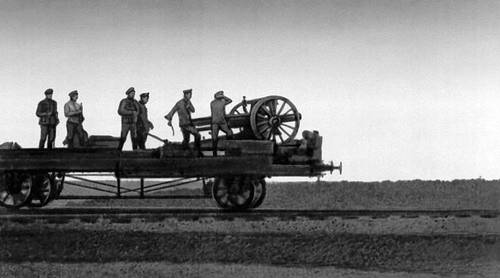
Денікінці з платформи бронепоїзда обстрілюють війська УНР

8 січня 1919 року Донська та Добровольча армії об'єднуються у Збройні Сили Півдня Росії, ще через півроку головнокомандувач ЗСПР визнає владу Колчака як Верховного Правителя Росії. ЗСПР отримали перемогу у весняних боях з махновцями та більшовиками за Донбас, і у червні змогли зайняти Царицин і Харків.
У липні Денікін видає знамениту «Московську директиву» про наступ на Москву, уможливлений у тому числі завдяки Григор'ївському повстанню. У серпні добровольці висаджують десант в Одесі, а наприкінці місяця українці та білі майже одночасно входять до Києва. Після початкових успіхів ЗСПР у листопаді 1919 більшовики починають блискавичний контрнаступ, підтриманий руйнуванням білих тилів махновцями, і станом на січень 1920 року сили «Півдня Росії» опиняються притиснутими до Чорного і Азовського морів.

#### Східний фронт

Великий Сибірський льодовий похід

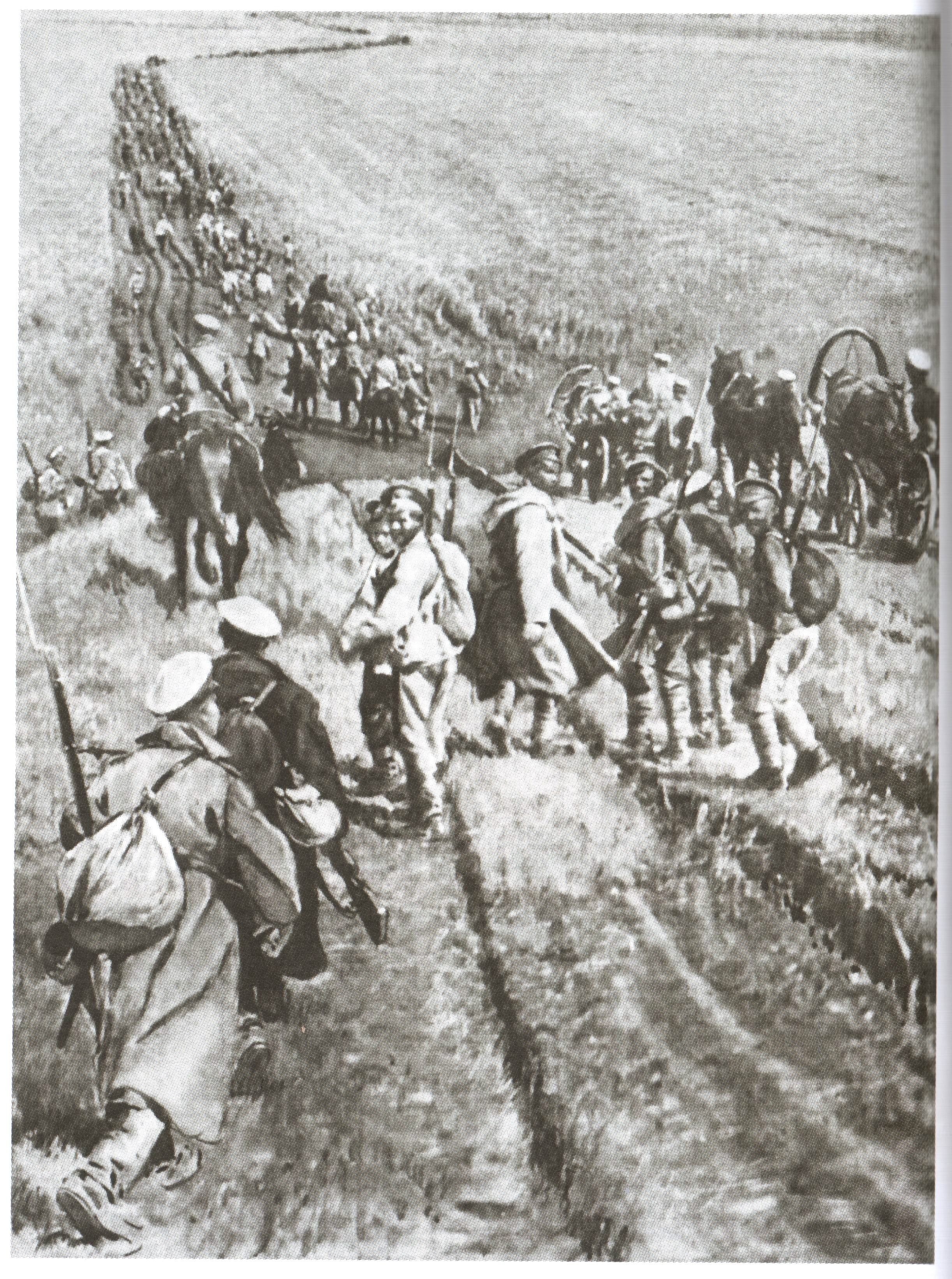
Відступ колчаківців у Сибіру

У лютому-квітні 1919 року на умовах автономії Башкортостану на сторону більшовиків переходить башкирське військо. Також на бік червоних перейшов Український курінь імені Шевченка, сформований у Зеленому Клині. Пізніше, під час наступу радянських сил до Казахстану, до них приєднуються і казахські націоналісти з Алаш-орди.
У березні-квітні 1919 року Східний фронт Російської (Русской) армії, як тепер називалися сили Російської держави, зміг перейти у наступ («політ до Волги») і повернути собі контроль над Уфою та Іжевськом. Втім, головна ціль наступу — з'єднання з силами Півдня Росії в районі Самари-Царицина та Північної області на Вятці — не була досягнута.
У травні Східний фронт Червоної Армії переходить у контрнаступ, і знову витісняє білих на Урал. У червні вони втрачають Перм, у липні — Єкатеринбург, у серпні був втрачений Челябінськ. Бої у Західному Сибіру, що тривали з серпня до листопада, закінчилися розгромом Російської армії та втратою нею близько половини особового складу. Армія розпочала Великий сибірський льодовий похід, що тривав з листопада до березня 1920 року, та привів близько 30 тисяч осіб до Забайкалля, де вони могли почуватися у безпеці завдяки присутності японських інтервентів. Окремими дорогами відступали козацькі Уральська та Оренбурзька армії: перша — вздовж східного узбережжя Каспійського моря до Персії, друга — через казахські степи до Семиріччя і далі до Китаю.

#### Захід та Північ

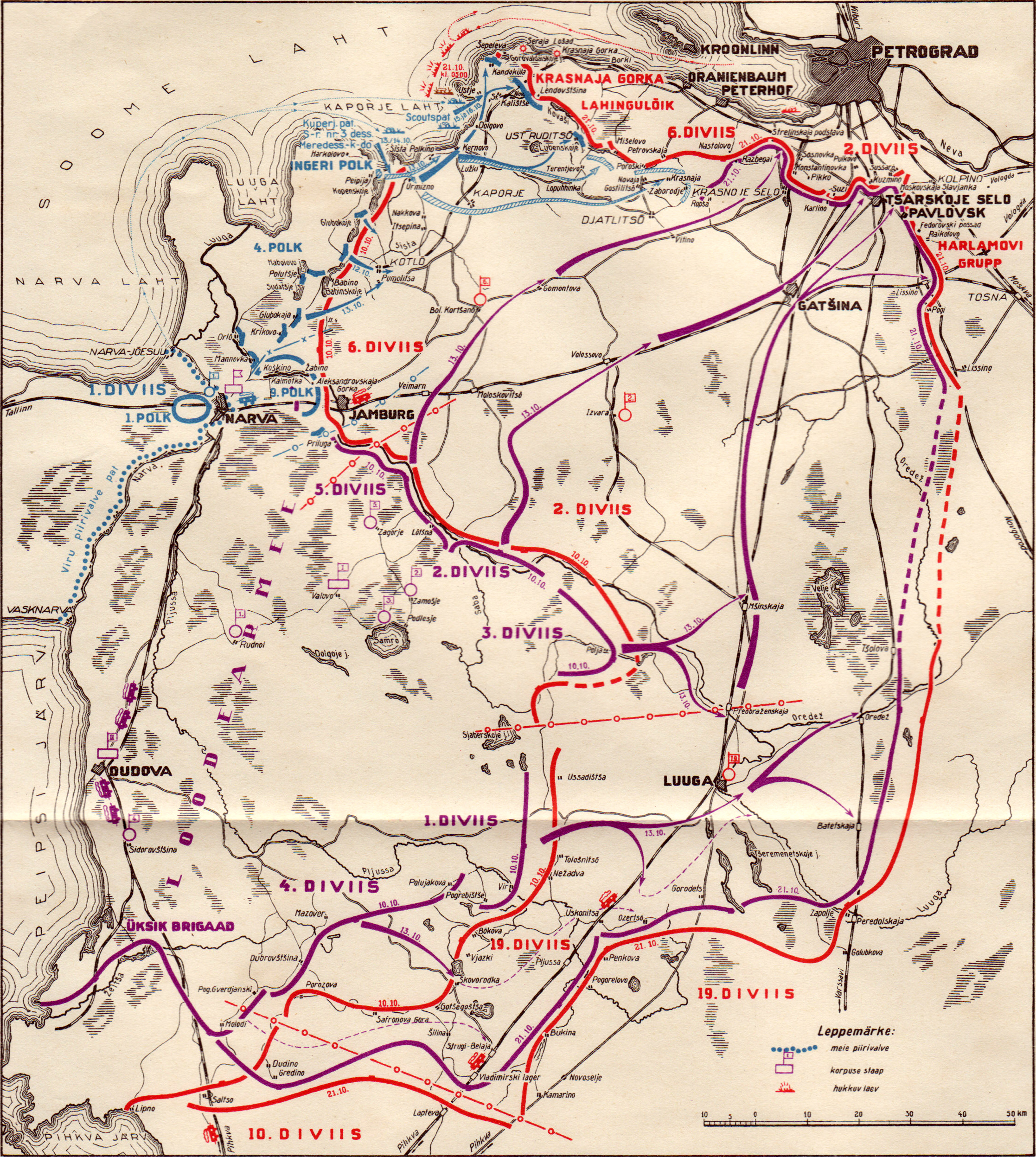
Наступ на Петроград

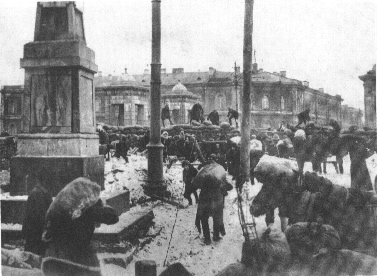
Будівництво барикад у Петрограді для захисту від наступу Юденича

Після початку відступу німців у Балтії розпочалося протистояння, у якому брали участь російські та латиські більшовики з одного боку, а з другого — збройні сили новоутворених Естонії, Латвії, Литви, ополчення місцевих німців (Балтійський ландесвер), сформований Німеччиною російський Північний корпус та німецько-російська Західна добровольча армія. Пізніше виникла також низка конфліктів нових держав із російськими та німецькими силами, а також поляків з литовцями.
У травні 1919 року кількатисячний російський Північний корпус, що підпорядковувався естонському командуванню, зміг перейти у наступ на Петербург та зайняти Псков. До серпня наслідки наступу були ліквідовані. У вересні створена на базі корпусу двадцятитисячна Північно-Західна армія під командою Миколи Юденича перейшла у новий наступ, зупинилася на околицях Петербургу, і до кінця листопада була витіснена у кордони Естонії, де була інтернована.
На Північному фронті було сконцентровано найменше військ. Бойові дії точилися на території нинішніх Мурманської і Архангельської областей, республік Карелія та Комі; більшовикам протистояла Північна армія, британські інтервенти, карельські і фінські добровольці.

Ключові особистості білого руху
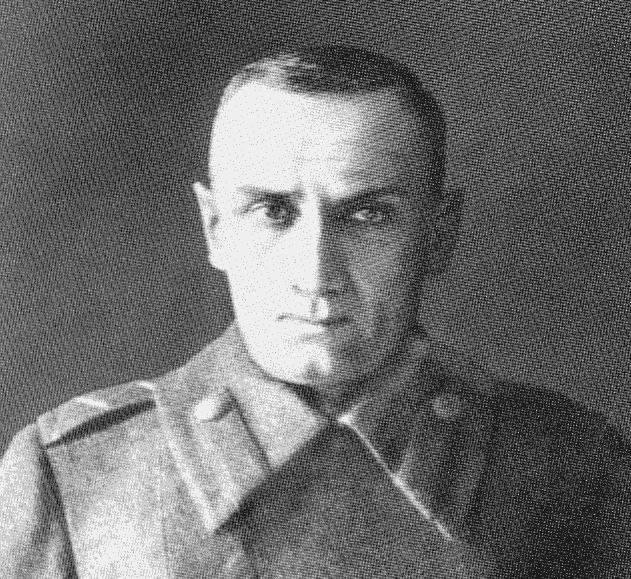
Олександр Колчак, Схід
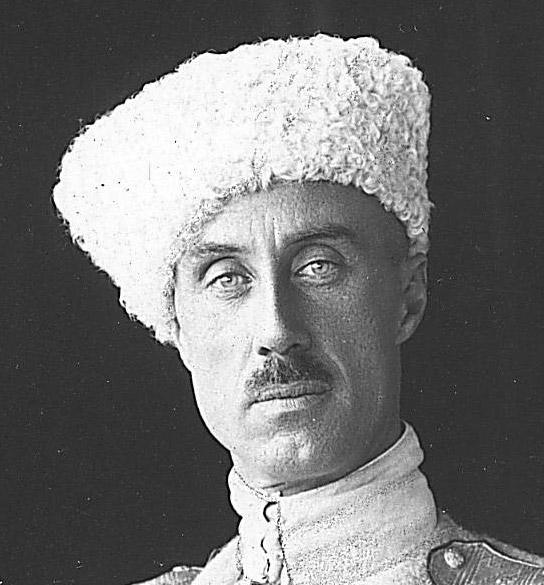
Петро Врангель, Крим
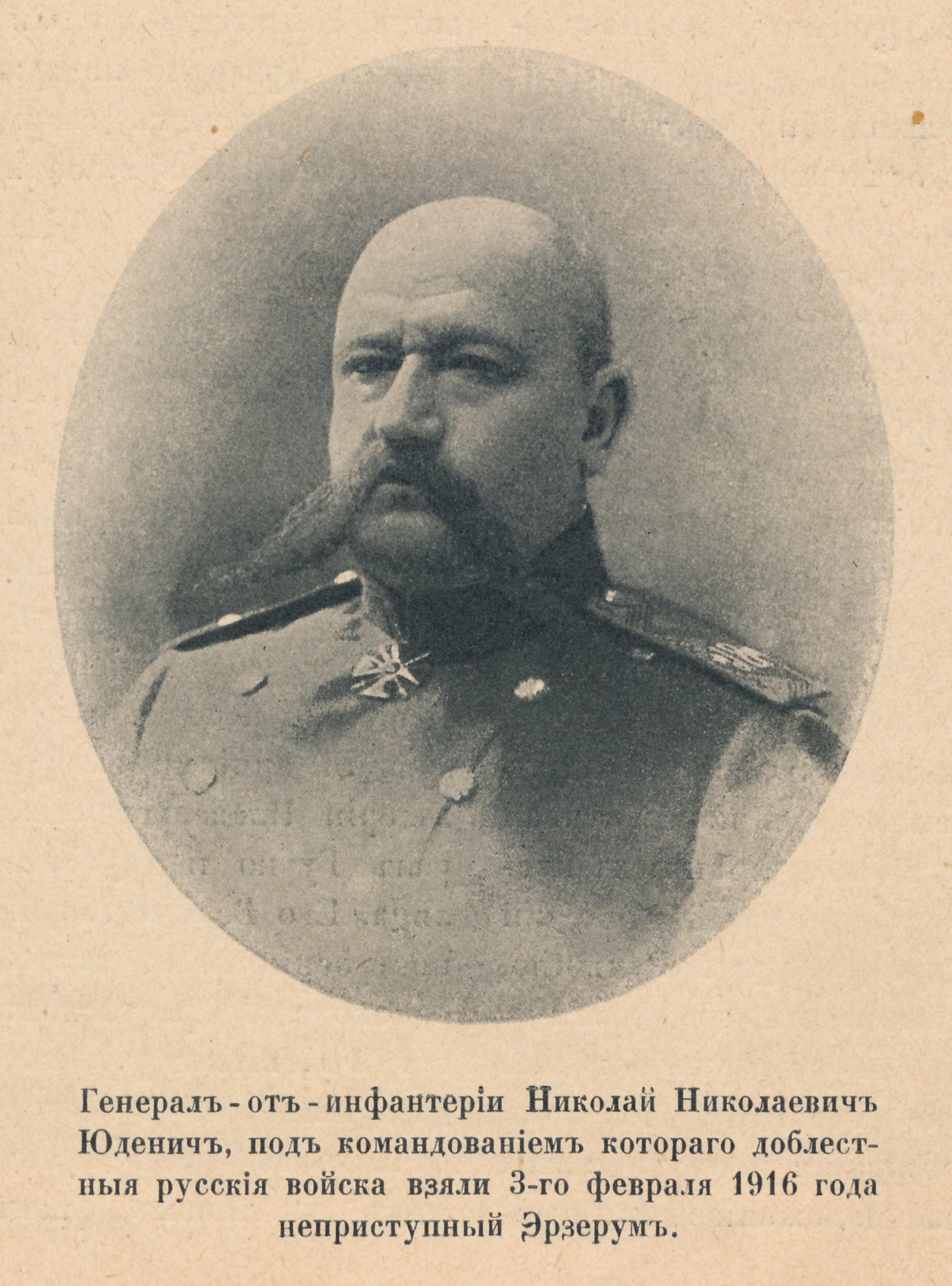
Микола Юденич, Північний Захід
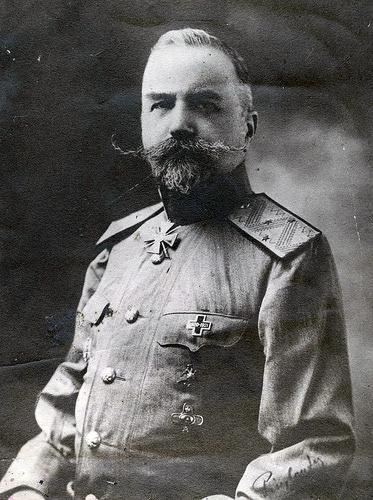
Євген Міллер, Північ

### Завершальний етап війни

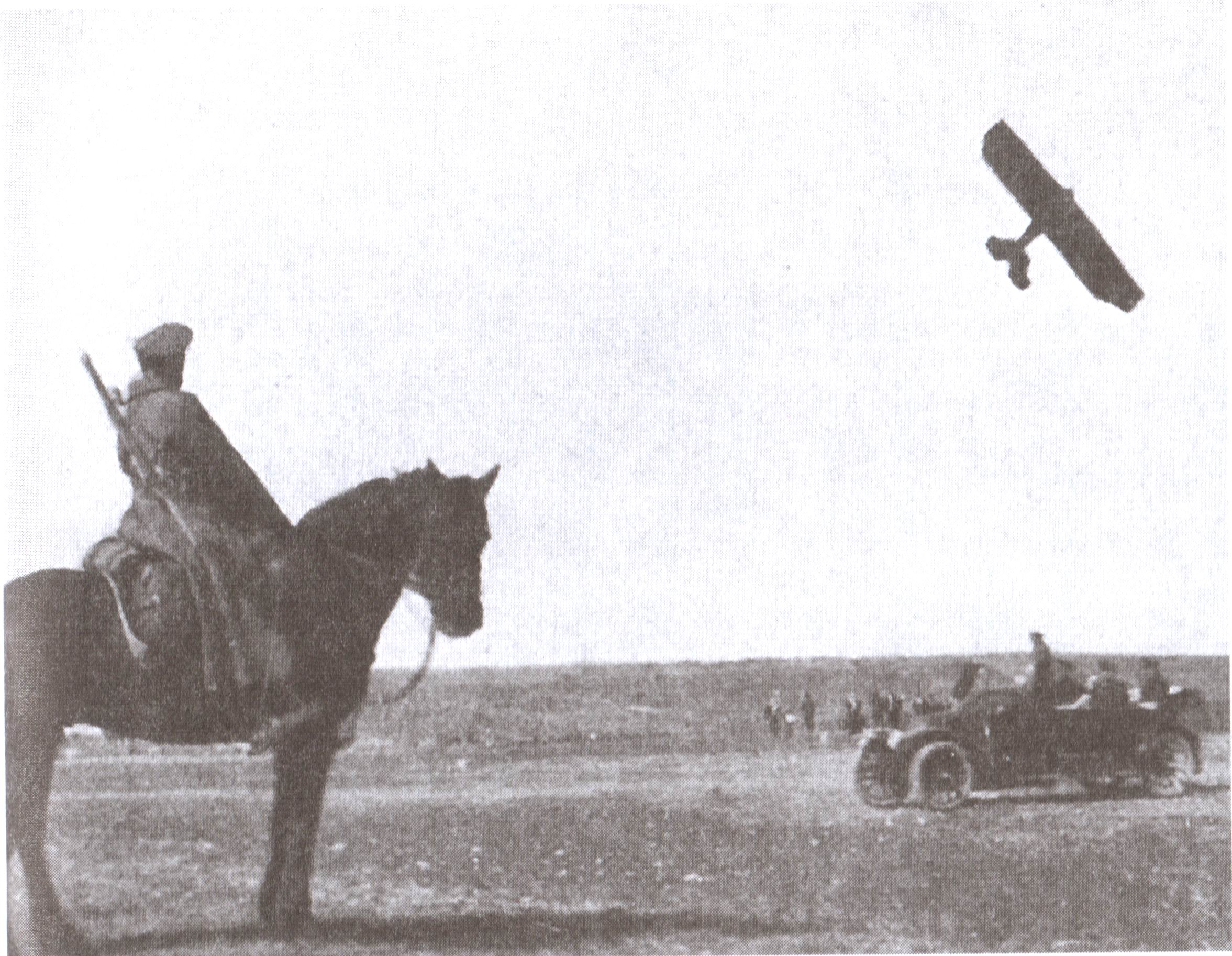
Біла авіація

Станом на початок 1920 року основні сили Російської армії зазнали поразки. Східний фронт рятувався від переслідування Червоною армією у чотиримісячному зимовому поході, на півдні війська контролювали Крим та Північний Кавказ. Також білими контролювався Архангельськ на Півночі та частина Середньої Азії. Через військові поразки контрольовані антибільшовицькими урядами області отримали нових керівників: на півдні Денікіна змінив Врангель, а Колчак незадовго до його видачі більшовикам передав усю повноту влади у Забайкаллі Семенову.
На початку 1920 року основні сили ЗСПР відступали на Кавказ. Тим не менше, чотирьом тисячам військ 3-го армійського корпусу під командою Якова Слащова вдалося стримати на Перекопі 13 та 14 армії РСЧА, що мали десятиразову перевагу. 20-тисяча група Миколи Бредова з Одеси змогла вздовж Дністра дійти до позицій польських та українських сил.
Навесні триває спільний наступ польських та українських сил на Правобережній Україні та в Білорусі проти більшовиків, який влітку обертається швидким контрнаступом Червоної армії під командою Михайла Тухачевського, що його вдається зупинити тільки під Варшавою.

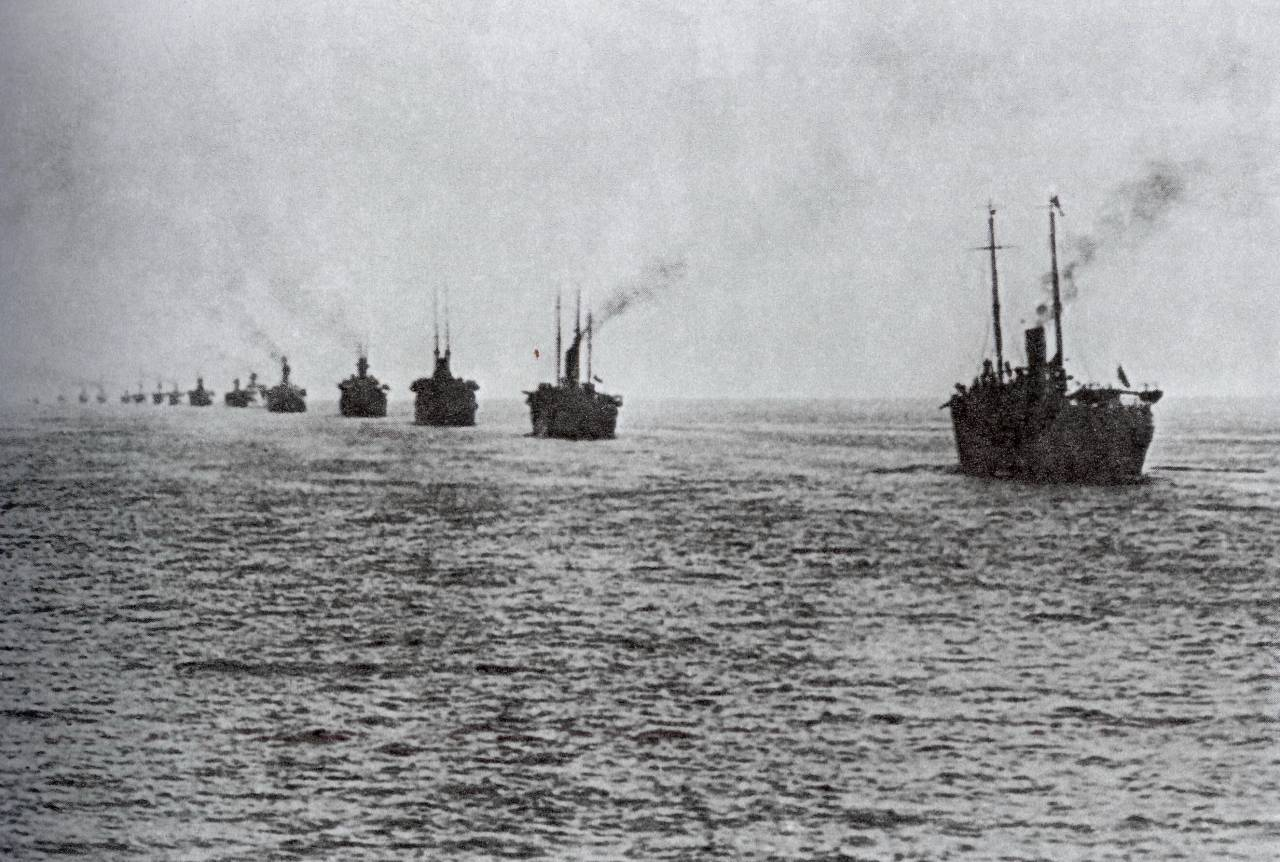
Російська ескадра залишає Крим

Протягом весни 1920 року Кавказькому фронту Червоної армії вдалося розбити Донську і Кубанську армії на Північному Кавказі, Добровольчий корпус наприкінці травня евакуюється до Криму. Протягом серпня 1920 року вони проводять десантну операцію на Кубані під керівництвом Сергія Улагая, з якої він повертається до Криму з новими силами. З червня тривають бої у сучасній Херсонській області, і врешті-решт у листопаді більшовикам вдається прорвати оборону Російської армії на Перекопі і Чонгарі та увійти до Криму. 13-16 листопада з Севастополя до османських портів вийшли 126 кораблів зі 150 тисячами евакуйованих на борту.
У квітні Червона армія переходить кордон Азербайджану, практично не зустрічаючи опору через концентрацію сил АДР у війні з Вірменією. Наприкінці 1920 року під загрозою турецької окупації приймає ультиматум більшовиків Вірменія, у лютому-березні 1921 Червона армія окупує Грузію, а у червні Закавказзя залишають загони вірменських націоналістів, які до того контролювали Гірську Вірменію.

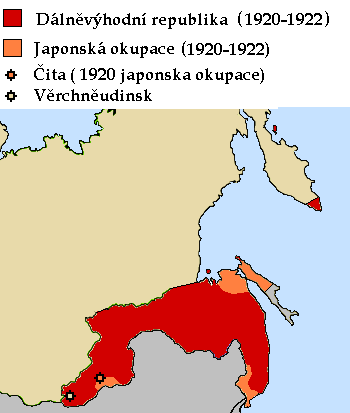
Далекосхідна республіка

На Далекому Сході більшовики змогли провести переворот у Владивостоці у січні 1920 року, радянська влада була встановлена також у Верхньоудинську (Улан-Уде), але між ними, в Читі, існувало нерадянське державне утворення під назвою Російська Східна Окраїна, де рештки армій Колчака та сили Семенова були об'єднані у Далекосхідну армію. Щоби уникнути прямого протистояння з розміщеними у регіоні японськими силами, більшовики вирішують створити на Далекому Сході буферну Далекосхідну республіку, об'єднавши присутні там радянські уряди. Переговори про об'єднання з Семеновим, на якому наполягали японці, не дали успіху, і армія ДСР восени 1920 року витісняє його війська у Китай. Після цього вони, роззброєні, переміщаються до району Владивостоку, де за підтримки японського командування навесні 1921 року скидають більшовицьку владу, утворивши Приамурське державне утворення та його збройні сили — Земську рать. Після низки поразок від армії ДСР далекосхідні білі евакуюються у жовтні 1921 року разом з останніми японськими інтервентами.

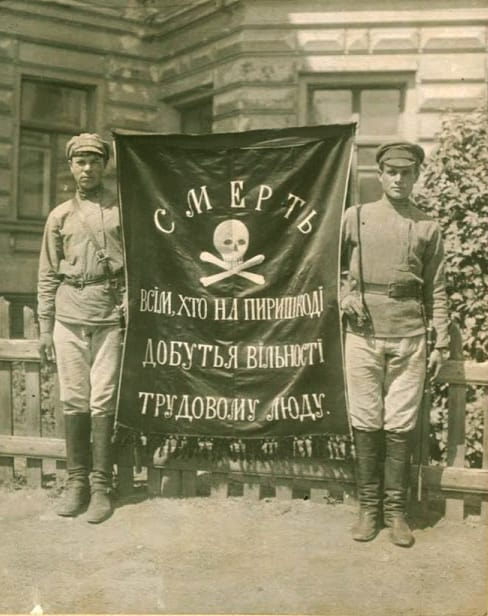
Гасло «Смерть всім, хто на пиришкоді добутья вільності трудовому люду»

У 1921 році більшовики також вели бойові дії у Монголії проти Унгерна, результатом чого стала радянизація Монголії. У 1922—1923 роках триває Якутське повстання, підтримане десантом білогвардійців, та продовжене у наступні роки Тунгуським повстанням та Повстанням якутських конфедералістів. Селянські повстання та військові бунти продовжують траплятися у 1920-х роках, а у 1930—1931 роках вибухає нова хвиля у зв'язку з колективізацією. У Середній Азії більшовики у 1920 році завойовують колишні протекторати Російської імперії Хіву і Бухару. Протидія басмацтва більшовикам під національно-визвольними, релігійними, пантюркістськими та соціальними гаслами триває до середини 1930-х років. У Чечні практично безперервно продовжуються повстання аж до депортації чеченців у 1944 році, дії окремих абрецьких загонів — до 1970-х років. У Грузії, де після більшовицького завоювання частина місцевих меншовиків була інтегрована у радянську владу, вони здійснили спробу перевороту у 1924 році.
Протягом громадянської війни обом сторонам протистояння довелося зустрітися із селянським партизанським рухом у своїх тилах. Найбільшого розмаху селянські повстання досягли на території, контрольованій більшовиками, у 1919—1921 роках. Вони були викликані продрозкладкою з «вилученням надлишків» у селян озброєними продзагонами більшовиків та введенням комітетів бідноти як органів сільської влади. Головною вимогою цього «зеленого руху» було надання селянам права вільно розпоряджатися своєю землею та продуктами своєї праці, найпоширенішим гаслом — «за ради без комуністів». В Україні, Башкортостані та Сибіру ці вимоги поєднувалися із націоналістичними чи регіоналістськими гаслами, а найвідомішим з селянських виступів стало Тамбовське повстання.

## Громадянська війна та війни за незалежність
Бойові дії національних армій проти більшовиків, білих, а також німців (Балтія, Польща), турків (Вірменія та Грузія) та британців (Фінляндія, Азербайджан) у 1917—1921 роках отримали назви війн за незалежність та радянсько-української, радянсько-грузинської і т. д. війн.
У залежності від ракурсу, з якого розглядаються події, ці війни можуть включатися або не включатися до Громадянської війни. Зокрема, історик Еван Модслі називає рух за відокремлення периферійних регіонів імперії одним із трьох аспектів війни, поруч із протистоянням білих і червоних та стихійною опозицією комуністам на зайнятих ними територіях.
У радянській історіографії, за винятком польсько-радянської та радянсько-фінських війн, ці конфлікти або не виокремлювалися з Громадянської війни, або називалися не війнами, а операціями чи походами РСЧА. На відміну від історіографій східноєвропейських та кавказьких держав, у середньоазійських країнах та республіках Росії такі конфлікти часто не розглядаються окремо від Громадянської війни.
До конфліктів національних військ із централістськими силами належать:
- Війна за незалежність Естонії (1918–1920)
- Війна за незалежність Латвії (1918-1920)
- Війна за незалежність Литви (1918—1919)
- Польсько-радянська війна (1918—1921)
- Радянсько-українська війна (1917—1921)
- Радянсько-азербайджанська війна (1920)
- Радянсько-вірменська війна (1920)
- Радянсько-грузинська війна (1921)
- Басмацтво (1918-1936)
- Перша радянсько-фінська війна (1918—1920)
- Карельське повстання (1921—1922)
- Якутське повстання (1921—1923)
- Слуцьке повстання (1920)
- Уренський заколот (1918)

та інші.
Окрім того, новоутворені держави вступили у декілька конфліктів одна з одною:
- Польсько-українська війна (1918—1919)
- Польсько-литовська війна (1920)
- Вірмено-грузинська війна (1918)
- Вірмено-азербайджанська війна (1918—1920)

Низка національних конфліктів наклалася на протистояння Громадянської війни:
- На Дону «іногородні» (селяни, що не належали до козачого стану) симпатизували більшовикам, козаки — антибільшовицьким силам;
- У Казахстані казахи та козаки протистояли селянам-новоселам, які підтримали Туркестанську РФР;
- На Алтаї алтайці билися на стороні білого руху проти червоних партизан з числа російських селян;
- У Чечні та Дагестані у 1918—1919 роках горські народи виступали на стороні більшовиків проти російського та козацького населення.

У Середній Азії младобухарці та младохівінці виступали у ситуативному союзі із більшовиками.
У довершення, велися бойові дії між різними фракціями національних рухів однієї країни, зокрема
- Громадянська війна у Фінляндії
- Антигетьманське повстання в Україні

Військові лідери національно-визвольних рухів
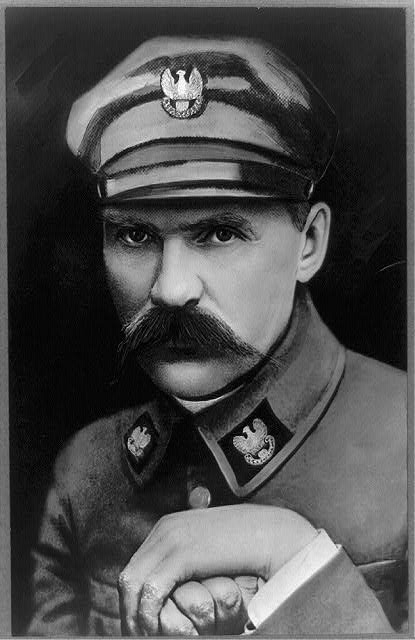
Юзеф Пілсудський, Польща
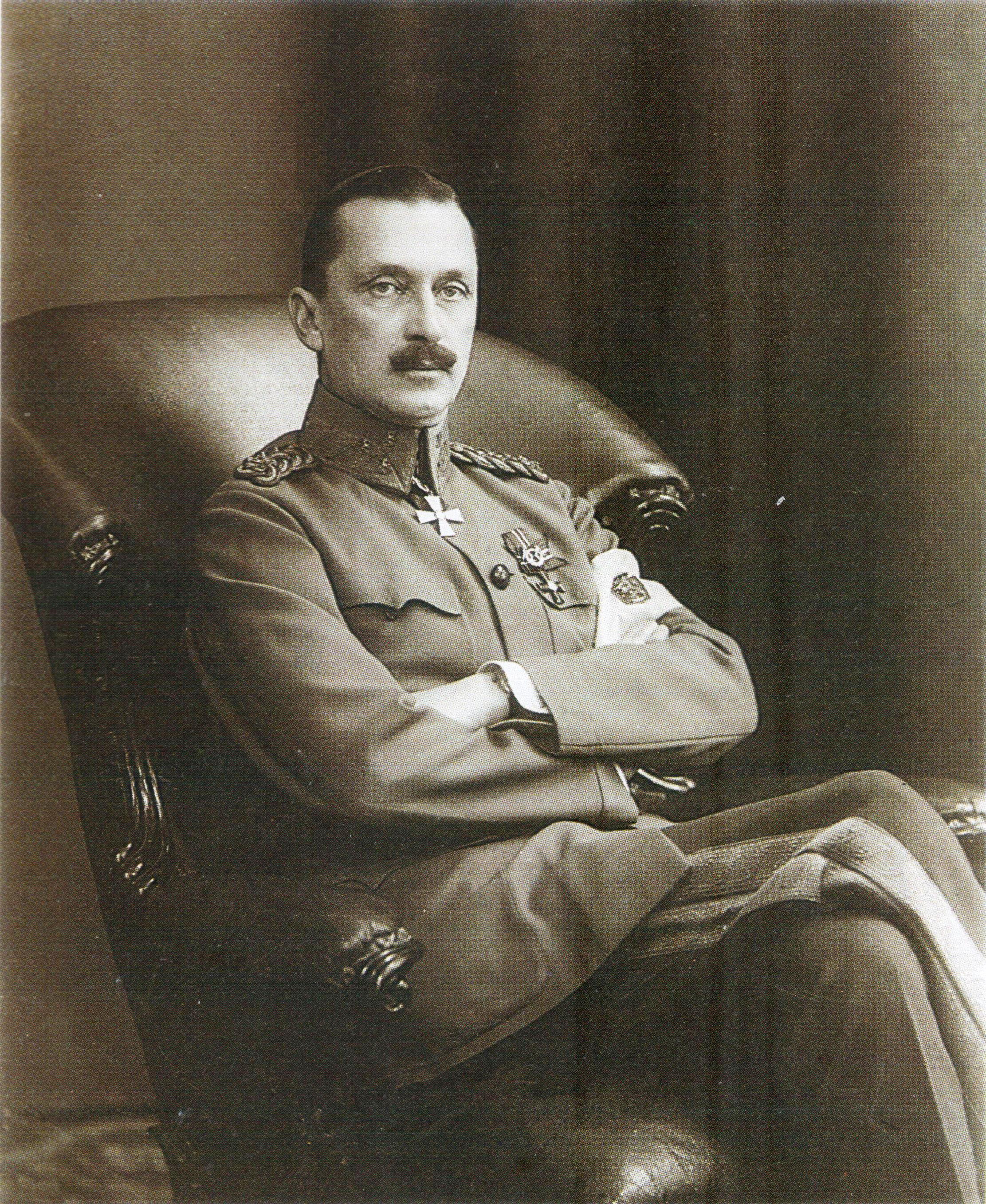
Карл Густав Маннергейм, Фінляднія
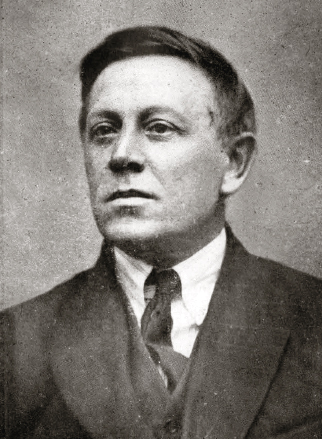
Симон Петлюра, Україна
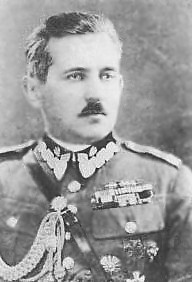
Станіслав Булак-Балахович, Білорусь
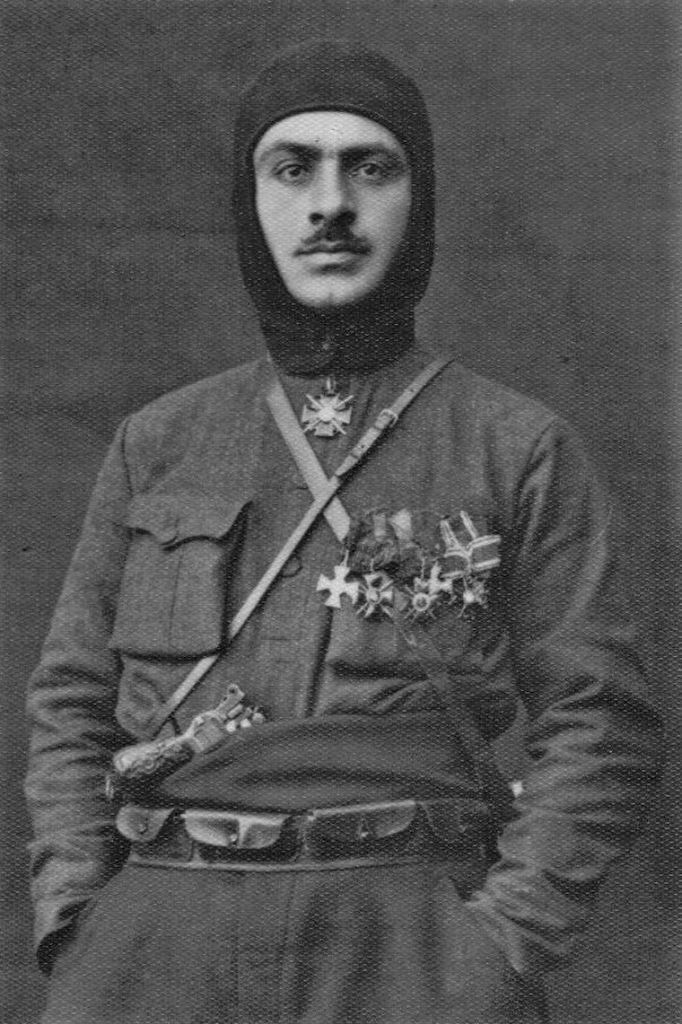
Гарегін Ндже, Вірменія
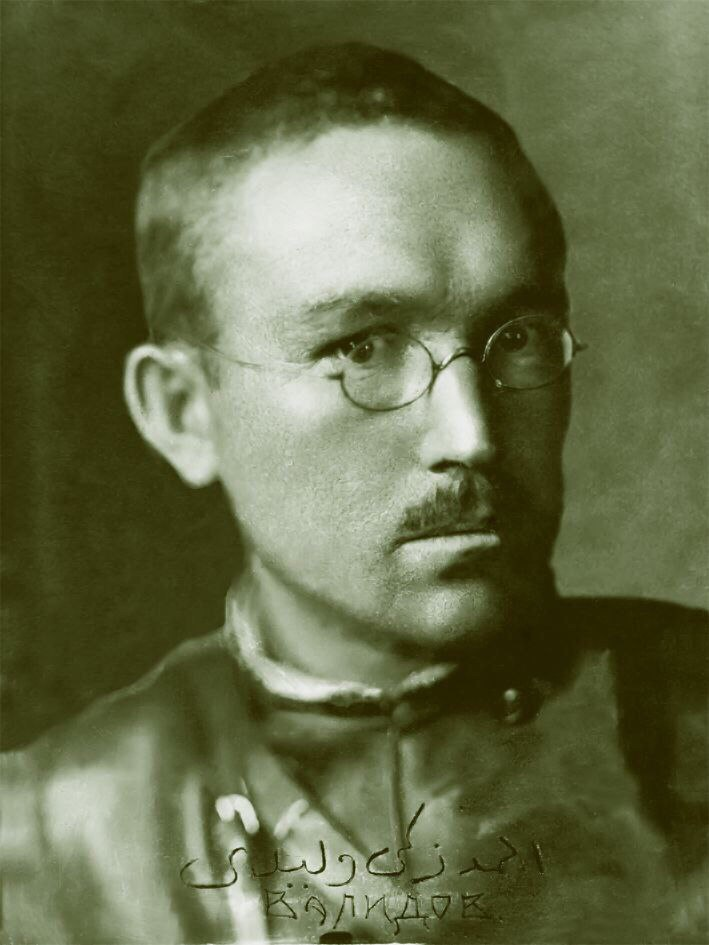
Ахмет-Закі Валіді, Башкортостан
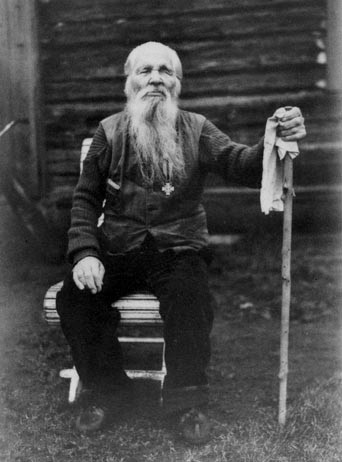
Уккі Вяйнямьойнен, Карелія
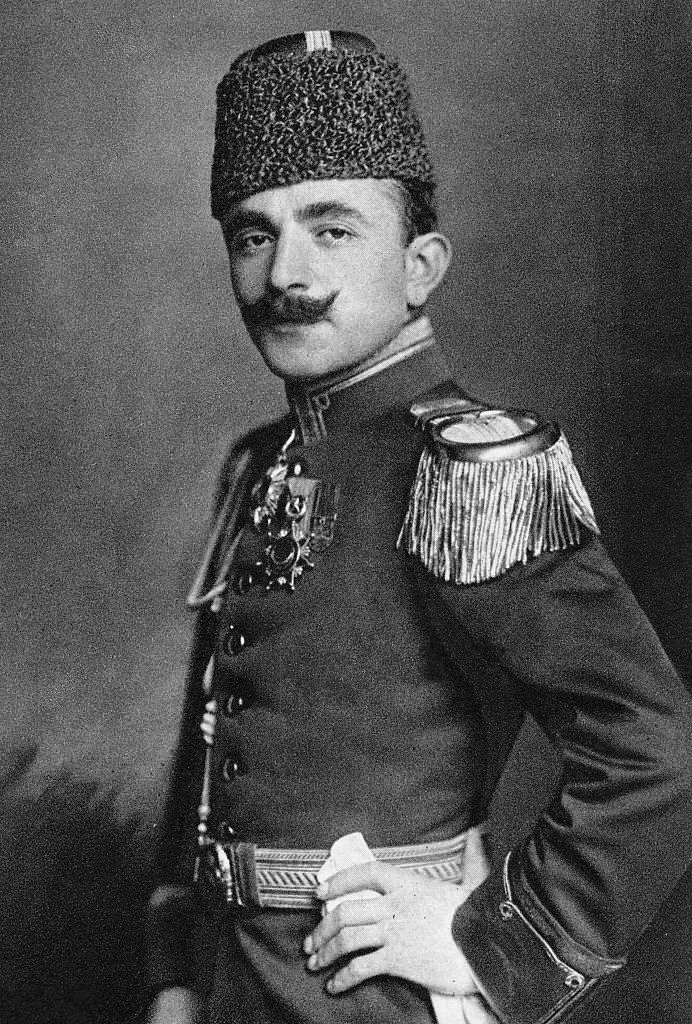
Енвер-паша, Туреччина та Середня Азія (басмацтво)

## Наслідки

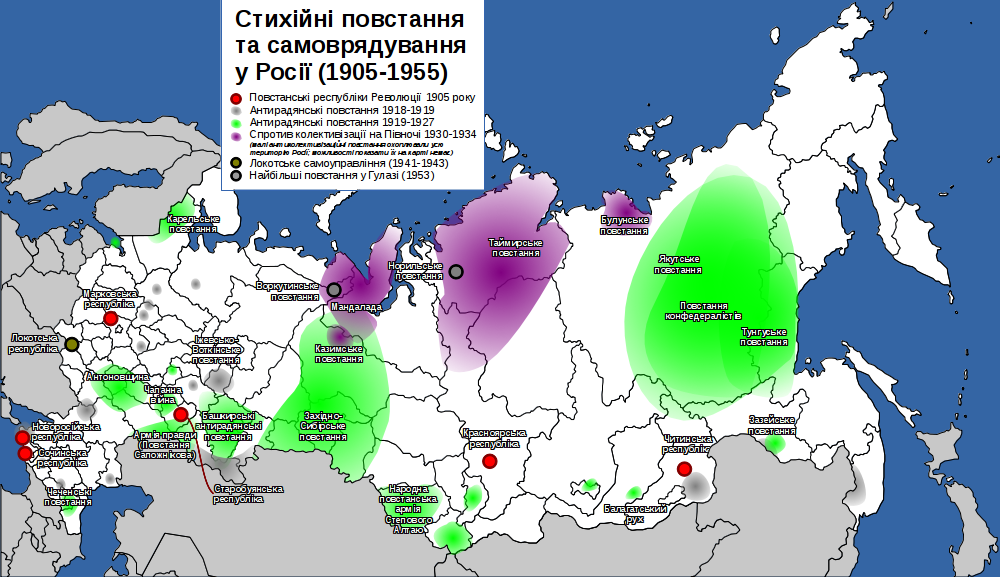
Зелені повстання та спротив колективізації в Росії

У результаті перемоги більшовиків, у Громадянській війні, був утворений Союз Радянських Соціалістичних Республік, який проіснував з 1922 до 1991 року. Повністю втратили незалежність Хівинське ханство і Бухарський емірат. Завдяки міжнародній підтримці та власним воєнним успіхам незалежність відновили та вибороли Фінляндія, Естонія, Латвія, Литва, Польща. Через перенесення воєнних дій на колишню територію Китаю, який у той момент перебував у стані внутрішньої анархії, були більшовизовані Монголія та Тива. Завдяки цьому Монголія, на відміну від Тибету, Східного Туркестану та Внутрішньої Монголії, убезпечила себе від включення до складу об'єднаного Китаю у 1950-х.
Із вояків білих армій, що емігрували, була сформована Російська загальновійськова спілка. У міжвоєнний період вона перебувала у стані війни спецслужб з СРСР, коли радянська розвідка намагалася нейтралізувати та зруйнувати спілку, а РЗВС — створити антирадянське підпілля у Союзі. У певній формі РЗВС існує і досі, сформований нею загін взяв участь у російському вторгненні до України у 2014 році. З початку 1920-х років у емігрантському середовищі розгорнулася суперечка між прихильниками «непримиренності» та «зміновіхівства», у якій останні виступали за співпрацю з більшовиками.
В еміграції продовжилося протистояння між самостійниками, які об'єдналися у прометейському русі, та білим рухом. Військові емігранти Українських визвольних змагань утворили Українську військову організацію, у середовищі якої визріла ОУН, яка у свою чергу дала початок УПА.
Проміжну позицію між білими емігрантами та прометеїстами займали козаки, у середовищі яких були і самостійники, і автономісти, і прихильники неподільної Росії, та калмики, які були тісно пов'язані з козаками, хоч і мали більше націоналістичних сентиментів. Саме козаки і калмики найактивніше долучилися до німецько-радянської війни. Життя козацьких лідерів Громадянської війни — Петра Краснова, Андрія Шкури, Султан-Гірея Клича — скінчилося у 1947 році, після видачі союзниками козаків СРСР. У формуванні національних збройних формуваннь нацистської Німеччини також брали участь учасники війн кавказьких та середньоазійських держав проти більшовиків.
Низка учасників Громадянської війни, які опинилися на окупованій СРСР території у Центральній Європі та Маньчжурії, також були заарештовані та страчені або відправлені у табори, зокрема керівник Забайкалля отаман Семенов, один із башкирських лідерів Курбангалієв, київський російський націоналіст Шульгин.

## Оцінки

### Причини перемоги більшовиків

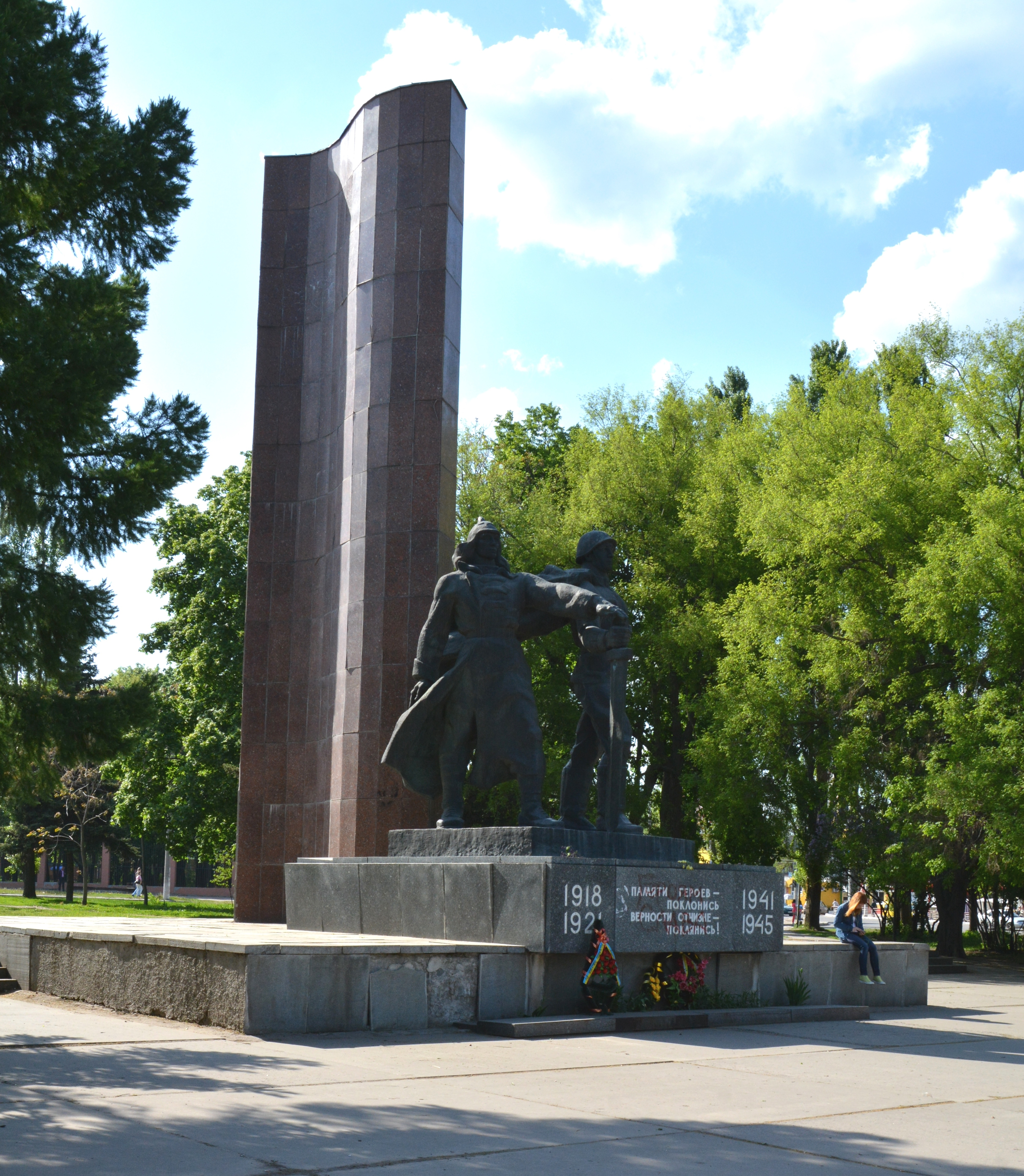
Пам'ятник у Кропивницькому (демонтований у 2022)

Серед причин перемоги більшовиків у Громадянській війні називалися:
- Контроль над найбільш населеними та розвинутими областями. Антибільшовицькі сили у той же час концентрувалися у менш розвинутих околицях з меншими людськими та економічними ресурсами;
  - Як передумова цьому, більшовики мали значну підтримку у середовищі робітників та солдатів у 1917 році, що дало можливість під час Жовтневого перевороту оволодіти ключовими містами та сформувати відносно чисельну Червону армію. До листопада 1918 року її чисельність зросла майже до 800 тисяч осіб, з яких 285 тисяч бойового складу. До жовтня 1919 року бійців і командирів Червоної Армії було 3 мільйони, з яких 1500 тисячі — бойовий склад. До кінця 1920 року чисельність Червоної Армії досягла п'яти мільйонів п'ятисот тисяч осіб, або 6 % усього населення Радянської Росії. З них 2400 тисяч — бойовий склад. Добровольча армія Денікіна на півдні Росії ніколи не мала чисельності більшої, ніж 80-100 тисяч осіб (3 % від чисельності Червоної Армії). Чисельність армії Колчака ще менша — 60-80 тисяч осіб (2 % від чисельності Червоної Армії). Чисельність армії батька Махна не перевищувала 30-40 тисяч осіб (1,2 % чисельності Червоної Армії). Стільки ж було козаків в армії Всевеликого Війська Донського. Армія держави Міллера на Російській Півночі — не більше 15 тисяч осіб. Решта сил, що протистояли червоним, ще менше — лічені тисячі[1];
- Ідеологічна бідність білого руху та краще поставлена пропагандистська робота більшовиків;
- Нездатність білого руху через його відданість ідеї неподільної Росії об'єднатися зі збройними силами новоутворених держав та національних рухів, особливо — з великими і боєздатними арміями Польщі та Фінляндії.
- Листопадова революція та капітуляція Німеччини у Першій світовій війні, що призвело до Комп'єнського перемир'я та
- Брак узгодженості між країнами Антанти при військовій інтервенції із національно-визвольними рухами та державами пост-імперського простору

### Особливості війни
- Формування збройних сил сторін протистояння з нуля
- Роззброєння маловмотивованих ворожих військових частин
- Перехід військових частин від однієї сторони конфлікту до іншої (від білих — до червоних, від червоних — до зелених) та повстання в частинах
- Значна роль іноземців та інородців на початковому етапі війни (у більшовиків — латиські стрільці, «інтернаціоналісти» з числа австроугорських полонених та китайських трудових мігрантів; Чехословацький корпус на протилежному боці)
- Червоний та білий терор
- Селянські повстання (зелений рух)
- Внутрішні конфлікти всередині сил протиборства (більшовики проти анархістів, лівих есерів та махновців, автономісти проти білого руху)
- Активне використання бронепотягів (ешелонна війна)
- Імпровізовані озброєння, зокрема тачанка

### Громадянська війна у мистецтві
Громадянська війна великою мірою сформувала ідеологію та стилістику як Радянської Росії, так і російської еміграції. Значна частка міжвоєнної радянської культури була присвячена подіям Громадянської війни. Командири Червоної армії часів Громадянської війни були героїзовані в СРСР, їхніми іменами були названі міста і вулиці.

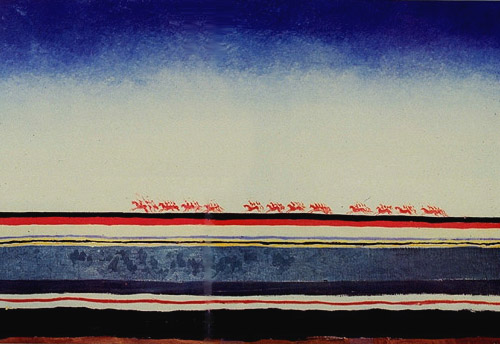
Червона кіннота, Казимир Малевич
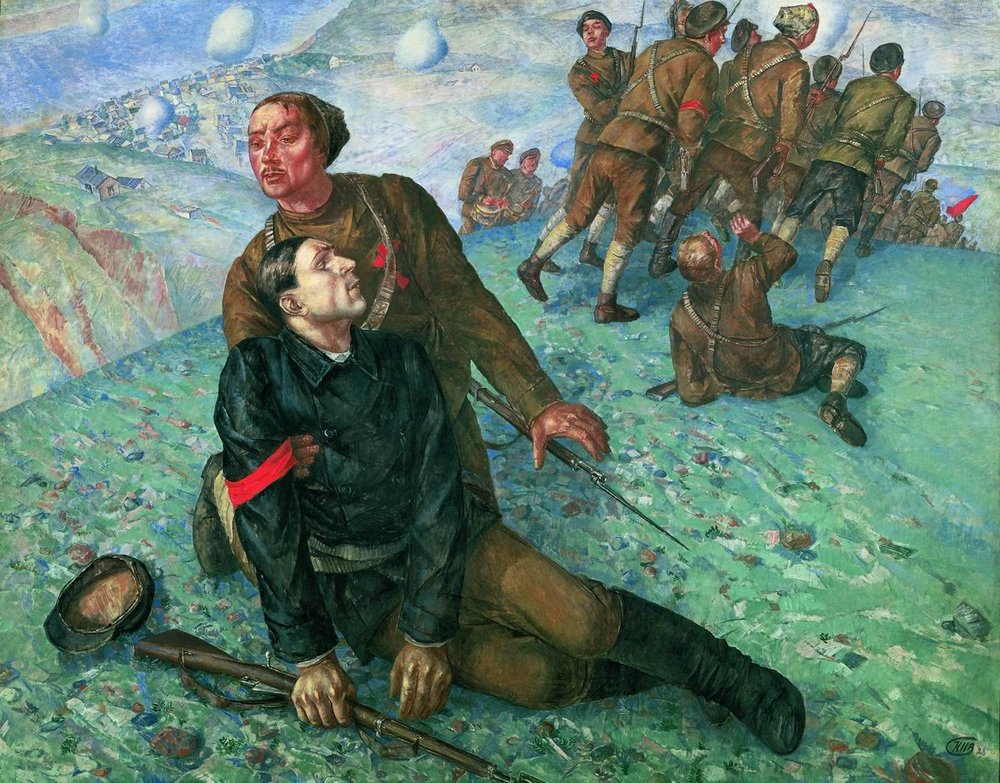
Смерть комісара, Петров-Водкін
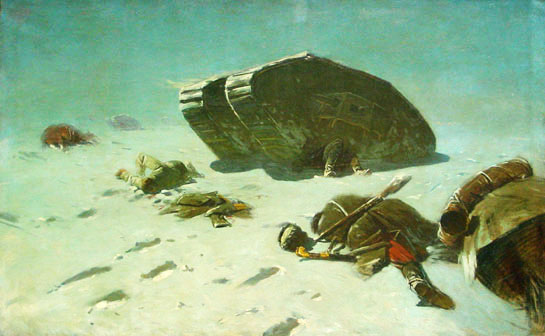
Відбитий у денікінців британський танк, Митрофан Греков
Бій під Крутами, Леонід Перфецький

## Вибрана бібліографія
- Деникин, Антон Иванович. Очерки русской смуты [Архівовано 3 грудня 2020 у Wayback Machine.]
- Врангель, Петр Николаевич. Записки [Архівовано 5 листопада 2015 у Wayback Machine.]
- Краснов, Пётр Николаевич. Всевеликое Войско Донское [Архівовано 9 червня 2015 у Wayback Machine.]
- Махно, Нестор Иванович. Воспоминания [Архівовано 13 січня 2016 у Wayback Machine.]
- Милюков П. Н. Россия на переломе.
- Какурин Н. Как сражалась революция.
- История гражданской войны в СССР: в 5 томах. — М., 1935—1960. / Под редакцией М. Горького и др.
- Chamberlin, William Henry. The Russian Revolution, 1917—1921. 2 vols. New York: Grosset and Dunlap, 1965.
- Footman, David. Civil War in Russia. London: Faber and Faber, 1961.
- Kenez, Peter. Civil War in South Russia, 1918: The First Year of the Volunteer Army. Berkeley: University of California Press, 1971.
- Kenez, Peter. Civil War in South Russia, 1919—1920: The Defeat of the Whites. Berkeley: University of California Press, 1977.
- Lincoln, W. Bruce. Red Victory: A History of the Russian Civil War. New York: Simon & Schuster, 1989.
- Mawdsley, Evan. The Russian Civil War. Boston: Allen & Unwin, 1987.
- Pipes, Richard. Russia Under the Bolshevik Regime. New York: Vintage Books, 1995.
- Pipes, Richard. The formation of the Soviet Union: communism and nationalism, 1917—1923. Cambridge, Mass.: Harvard University Press, 1997
- Pipes, Richard. The Russian Revolution. New York: Knopf, 1990.
- Smele, Jon. The Russian Revolution and Civil War, 1917—1921: An Annotated Bibliography. London: Continuum, 2003.